# Libertad Lamarque
Libertad Lamarque (Rosario, Santa Fe, 24 de noviembre de 1908-Ciudad de México, 12 de diciembre de 2000) fue una actriz y cantante de tango argentinomexicana.
Nació en Rosario, Santa Fe y su infancia estuvo marcada por la pobreza. Sus inicios en la actuación ocurrieron a la edad de siete años en obras vinculadas a la militancia anarquista de su padre. En 1924, instalada en Buenos Aires, fue contratada para actuar en el Teatro El Nacional y grabar discos con la compañía RCA Víctor, convirtiéndose en una de las primeras cantantes de tango surgidas en la década de 1920 que crearon la modalidad vocal femenina en el rubro. Su debut en cine ocurrió en 1930 cuando protagonizó un filme mudo, Adiós, Argentina, de Mario Parpagnoli, mientras que en 1933 intervino en la primera película sonora argentina, ¡Tango!, junto a Tita Merello. Calificada desde muy joven como «la reina del tango», en 1934 fue elegida «Miss Radio» por votación popular en la revista Sintonía. Su consagración como actriz melodramática ocurrió luego de que protagonizara El alma del bandoneón (1935), tras lo cual fue contratada por José A. Ferreyra para encabezar tres películas que combinaban canciones interpretadas por Lamarque: Ayúdame a vivir (1936) —donde también fue argumentista—, La ley que olvidaron (1937) y Besos brujos (1938), que le dieron popularidad en Argentina y el resto de América Latina.
Fue contratada por Argentina Sono Film, donde la dirigieron algunos directores como Luis César Amadori, Luis Saslavsky, Alberto de Zavalía, Mario Soffici y Carlos Borcosque, destacándose su actuación en Puerta cerrada (1939), que le mereció el premio a la mejor actriz extranjera en Croacia, y La casa del recuerdo (1940). Un nuevo contrato con los Estudios San Miguel significó su traspaso a la comedia y fue así como filmó Eclipse de sol (1942) —donde apareció rubia por primera vez— y Romance musical (1946). Tras un altercado con la actriz Eva Duarte —el incidente fue aclarado por la propia Lamarque en su autobiografía, publicada en 1986— durante el rodaje de La cabalgata del circo (1945), debió exiliarse en México y debutó en el cine de ese país en un filme junto a Jorge Negrete, Gran casino (1947). Su éxito en México fue instantáneo y desarrolló una amplia trayectoria cinematográfica, participando en casi cincuenta películas como Otra primavera (1949), Ansiedad (1952), Escuela de música (1955) y El pecado de una madre (1960). En Cuba, a raíz de la proyección internacional que adquirió su carrera, recibió el apelativo de «La novia de América», con el que se la identificó hasta su muerte.Tras la caída del peronismo, regresó a la Argentina y filmó Creo en ti (1960), que no tuvo repercusión, pero durante la década de 1960, protagonizó un filme en España junto a Joselito, Bello recuerdo (1961), y encabezó un espectáculo teatral en Argentina, Hello, Dolly!, que tuvo un amplio éxito.
Considerada como la actriz argentina con mayor trayectoria en el ámbito internacional, Lamarque filmó La sonrisa de mamá (1972) junto a Palito Ortega y se retiró definitivamente del cine en 1978 tras participar en La mamá de la novia, de Enrique Carreras. Hacia el final de su carrera, se focalizó en el medio televisivo y participó de varias telenovelas como Mamá, Soledad y Amada. En paralelo, obtuvo importantes premios y reconocimientos en diversos países. Fue designada «Ciudadana ilustre de la Ciudad de Buenos Aires» en 1990 y «Personalidad Emérita de la Cultura Argentina» en 1995. Continuó presentándose como cancionista en diferentes países y, a la edad de 90 años, tuvo un papel secundario destacado en la telenovela mexicana La usurpadora (1998). Falleció en diciembre de 2000 a los 92 años, mientras se encontraba grabando la telenovela infantil Carita de ángel. Poco tiempo antes, había recibido el premio Ariel de Oro a la trayectoria.

## Biografía

### 1908-1923: Primeros años

#### Orígenes y dificultades de la infancia

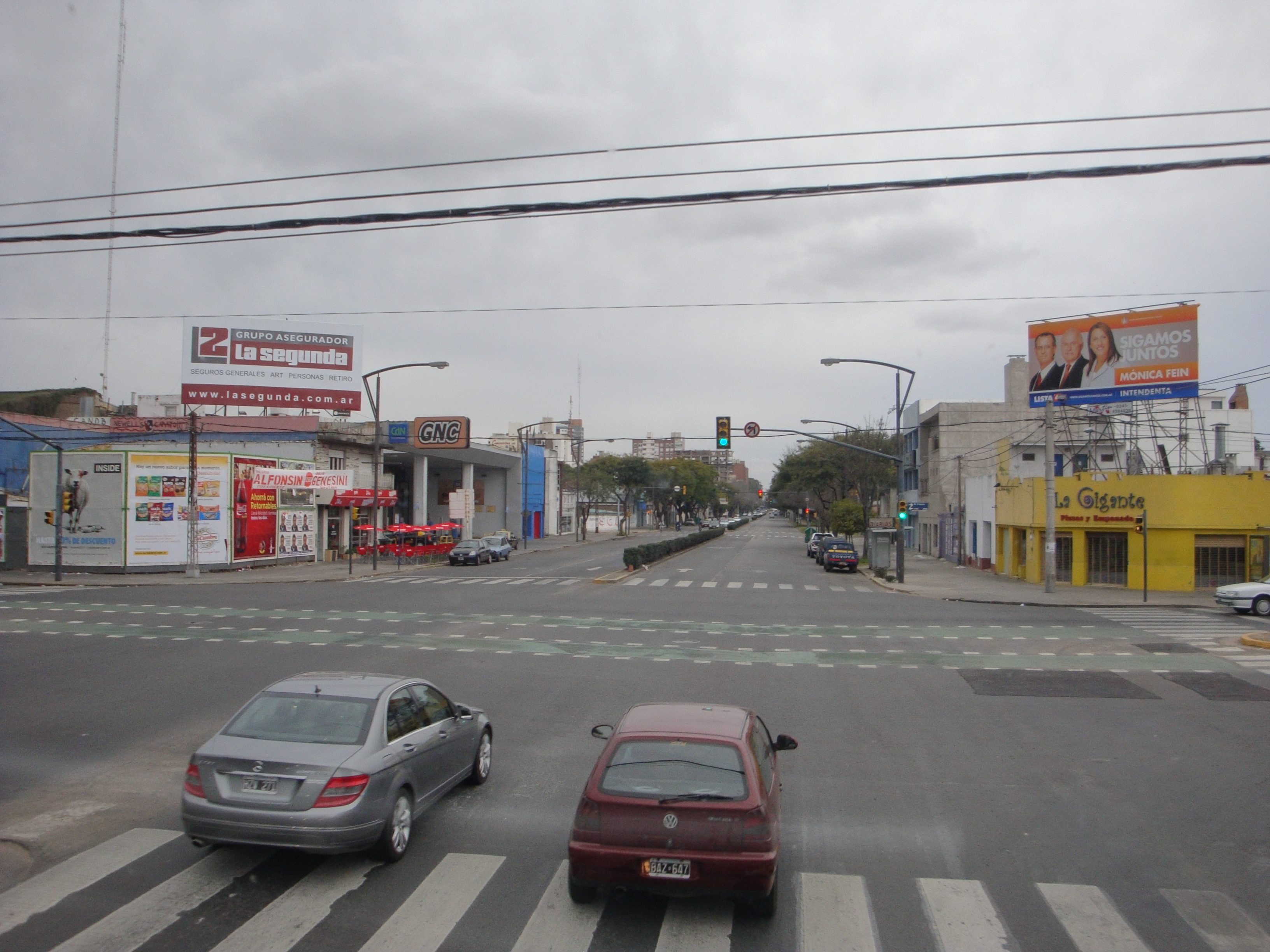
Avenidas Pellegrini y Francia en Rosario, cerca de donde vivió Lamarque en su niñez.

La infancia de Libertad fue de pobreza y penurias. Su padre, Gaudencio Lamarque (1874-1947), era uruguayo descendiente de franceses y se asentó en Rosario, Santa Fe. A los 32 años, contrajo matrimonio con Josefa «Pepa» Bouza Nieto (1863-1932), una viuda española de origen coruñés que contaba con siete hijos a su cargo —Eduvigis, Gonzalo, Elena, Josefa, Amelia, Pedro y Aurora, producto de su primera unión con Pedro Quintela— y en sus ratos libres oficiaba de modista. Ambos tuvieron tres hijos más, dos de los cuales fallecieron de pequeños, Libertad —durante una epidemia de viruela— y Lirio.
La tercera de ellos, llamada Libertad en honor a su hermana homónima prefallecida, nació en Rosario el 24 de noviembre de 1908 en un inquilinato ubicado en la calle Independencia 1959 —actualmente renombrada a Julio A. Roca— y su nombre guardaba correlación con el ideario anarquista de su padre. Amamantada por su hermana mayor Eduvigis, creció muy cerca de la severa disciplina de su abuela paterna, María Siró, una ex maestra de escuela de origen francés que la castigaba muy a menudo. Siró solía hacerla arrodillar sobre granos de maíz y, en una oportunidad, un vecino la denunció en la seccional policial a raíz de los llantos que generaba en Libertad. En su juventud, Siró se había unido en matrimonio con Juan Lamarque, un rico propietario de viñedos en la zona de Lamarque, Gironda que, además, ejercía como veterinario y herrero. Lamarque murió a causa de una tuberculosis a temprana edad y uno de sus hijos, Vicente, se alistó en la Marina —no volvería a aparecer en la vida de la familia Lamarque hasta 1932 o 1933, cuando lograron dar con su paradero—. Tras enviudar, Siró volvió a casarse en segundas nupcias en Argentina con Enrique Meis, un sastre que le ocultó a su nueva esposa que estaba casado, de modo que en cuanto la noticia salió a la luz, Siró amenazó con enviarlo a la cárcel y este decidió huir a Francia. Libertad, a pesar de eso, guardaba un grato recuerdo de él.
Gaudencio, ante la muerte repentina de su padre y la ausencia de su hermano, se hizo cargo de mantener económicamente a su numerosa familia a la que se sumaban, además, niños pobres del vecindario y sindicalistas en aprietos. Ejerció diversos oficios, como vendedor de diarios, contorsionista de circo, artesano de flores artificiales y agricultor, y con el tiempo, se convirtió en un militante gremial anarquista, artesano de juguetes y hojalatero. Dado que Libertad vivía de manera alternada entre la casa de su abuela y la de sus padres, realizó sus estudios primarios de manera simultánea en la escuela Bernardino Rivadavia, a dos cuadras de su casa, y en el colegio Arcelia Delgado de Arias, lo que la llevó a tener un mal desempeño como alumna.

#### Artista joven
Desde pequeña, se sintió atraída por la actuación y, a la edad de siete años, cuando Libertad dejó de vivir con su abuela para pasar a vivir con sus padres, realizó sus primeras presentaciones en funciones a beneficio para los presos regionales. Fue así como recreó pequeños papeles en obras como Las víboras de Rodolfo González Pacheco —donde interpretó a un varón—, Los muertos de Florencio Sánchez y Madre Tierra de Alejandro Berruti. Libertad continuó presentándose en carnavales locales, festivales y desfiles llevados a cabo en plazas públicas con repertorios elegidos por su padre, y pronto se popularizó dentro del ámbito sindical. Entre sus logros destacan haber ganado un reconocimiento en un carnaval de disfraces de 1916 por su traje de sirena y el segundo premio en el concurso infantil del Eden Park, además de obtener un galardón como la «reina del corso» en su ciudad natal y una medalla de oro en el concurso del Teatro Olimpo. En 1919, ya había ganado cinco medallas de oro en carnavales —depositadas por la familia de Lamarque en un banco de préstamos— gracias a sus disfraces despampanantes; caracterizada como una «araña», apareció en un noticioso cinematográfico y en la revista infantil Billiken. En 1920, se integró a un grupo de actuación llamado «Los libres», con el que participó en festivales del ámbito sindical en el que se desenvolvía su padre.
Juana Rouco Buela, figura del anarcosindicalismo argentino, describió los inicios artísticos de Lamarque en su libro autobiográfico Historia de un ideal vivido por una mujer (1964):

«Me instalé con un pequeño negocio de librería en la calle Alvear y allí se formó a los pocos días de mi llegada una agrupación cultural que la componíamos varios compañeros. La formaban Luis Difilipo, Juan Lazarte, que entonces eran jóvenes estudiantes, Pedro Lamarque y el viejo Lamarque como lo llamábamos, o sea el padre y hermano de Libertad Lamarque y Juan Ferrer. Esta agrupación realizó varios actos culturales en locales cerrados y plazas públicas... Recuerdo uno que se realizó en el local de un cine donde era tanto el público que no tenía cabida, que se tuvo que abrir la puerta para que pudieran apreciar el acto. En esa función fue donde por primera vez se presentó para cantar Libertad Lamarque, hija del compañero Lamarque, que formaba parte de la agrupación. Libertad era una niña de más o menos 12 años y me tocó a mí ensayarla y lo hizo muy bien. ¡Quién podría pensar que sería esa la iniciación de una carrera artística tan brillante como lleva realizada Libertad Lamarque!, la que nunca se separó totalmente de nuestro ambiente... ».

Cuando contaba con 11 años, la familia de Lamarque alquiló una nueva vivienda en las calles San Luis y 25 de Diciembre. Un año después, la madre de Alfonsina Storni, Paulina Martignoni, le prestó un vestido de fiesta para actuar en Romántico bulincito, donde recreó el papel de Enriqueta. A los 15 años, fue contratada por el empresario y director José Constanzó para realizar una gira por el sur de la provincia de Buenos Aires con una pequeña compañía teatral. Inicialmente se presentaron en el Teatro Argentino de La Plata, donde conoció a Azucena Maizani y recorrió por primera vez Buenos Aires, para luego proseguir por ciudades como Azul, Tandil, Bahía Blanca, Coronel Suárez, Pigüé, Carhué, Trenque Lauquen y Coronel Pringles. En una de sus actuaciones, el público se exaltó tanto con su interpretación del tango «El huérfano» que la ovacionaron para que saliera al escenario a cantarlo de nuevo. Su hermano Pedro también incursionó como actor de reparto en esa gira con la excusa de acompañar a la pequeña Libertad. Tres semanas después de esa presentación, ya se imprimían programas de teatro anunciando su «fin de fiesta», acompañada por un violinista y un pianista.
A su regreso de Buenos Aires, continuó trabajando con artistas locales, como Eduardo Ricard, desempeñándose en papeles de dama joven en obras de tres actos y sainetes como El rosal de las ruinas, Justicia de antaño, El puñal de los troveros y Sargento Palma. Apareció mencionada en un periódico local, Reflejos, y su sueldo ascendió a 20 pesos diarios. En sus ratos libres, Libertad oficiaba de secretaria para su padre, que además era tesorero del comité pro presos, lo que la llevó a estar al tanto y ser testigo de acontecimientos como la fuga de Simón Radowitzky del penal de Ushuaia en 1918.

### 1923-1929: Comienzos profesionales

#### Teatro El Nacional
En 1923, Lamarque le envió una carta a pedido de su padre al empresario teatral Pascual Carcavallo, propietario del Teatro El Nacional. En la misma, se ofrecía como actriz para el puesto de «dama joven» y exigía 500 pesos de salario mensuales en caso de contrato «para poder ir con mi mamá». Carcavallo respondió ofreciendo un sueldo de 300 pesos mensuales, un puesto de actriz y un contrato por un año. Años después, Carcavallo comentó que cuando leyó la carta pensó: «Esta chica está loca o es "alguien"». En los últimos meses de 1924, Lamarque se trasladó con su madre desde Rosario a una vivienda de la avenida Corrientes 1262 y realizó su debut en el Teatro El Nacional como extra y corista para luego pronunciar un parlamento breve en la obra El dueño del pueblo (1925), de Julio Sánchez Gardel, donde solo alcanzó a decir: «No, no me gusta, deme otro».
El contrato se extendió a cuatro años y llegó a participar en cerca de quince obras representadas en El Nacional, entre ellas Tucumancito —que recibió críticas periodísticas elogiosas en 1925—, El botonazo, Margot, Pata de palo y El gaucho negro, en muchas de las cuales obtuvo el papel de «damita joven». En otras producciones, sin embargo, solía interpretar guiones breves o brindaba acompañamiento en los coros de Patrocinio Díaz, Santiago Arrieta, Paquita Bustos, Olinda Bozán y Manolita Poli. Carcavallo le financió clases de teatro a ella y a varios integrantes del elenco con el profesor Castronuovo y, tras oír su interpretación del tango «El tatuaje» vestida de marinero, le solicitó a Lamarque que lo cantara por recomendación de Salvador Merico y Olinda Bozán en la obra La Porota, donde recibió un rotundo éxito. Al mismo tiempo, incorporó otros tangos a su repertorio como «Mocosita», «Pato», «La cumparsita», «Langosta», «El ciruja» y «Atorrante», que llegó a cantarlo cerca de 300 veces en El conventillo de la paloma. En 1925, Lamarque fue seleccionada para intervenir junto a Isabel Figlioli en la obra Fruta picada con Florencio Parravicini, que se estrenó a modo de agasajo para el Príncipe de Gales con ocasión de su visita a la Argentina. Ese año, también, su padre abandonó definitivamente su negocio de Rosario y lo trasladó a Buenos Aires con ayuda de sus socios Alberto y Armando Brandini, más específicamente a la calle Paraná 254, donde establecieron su nueva residencia. Lamarque recordaba que en esos tiempos entregaba la quincena a sus padres en sobre cerrado tal como lo recibía de Carcavallo y, en contadas ocasiones, sobre todo cuando debía asistir a algún evento social, se vestía con trajes de segunda mano comprados en casa de moda «Las María Luisa».

#### RCA Víctor

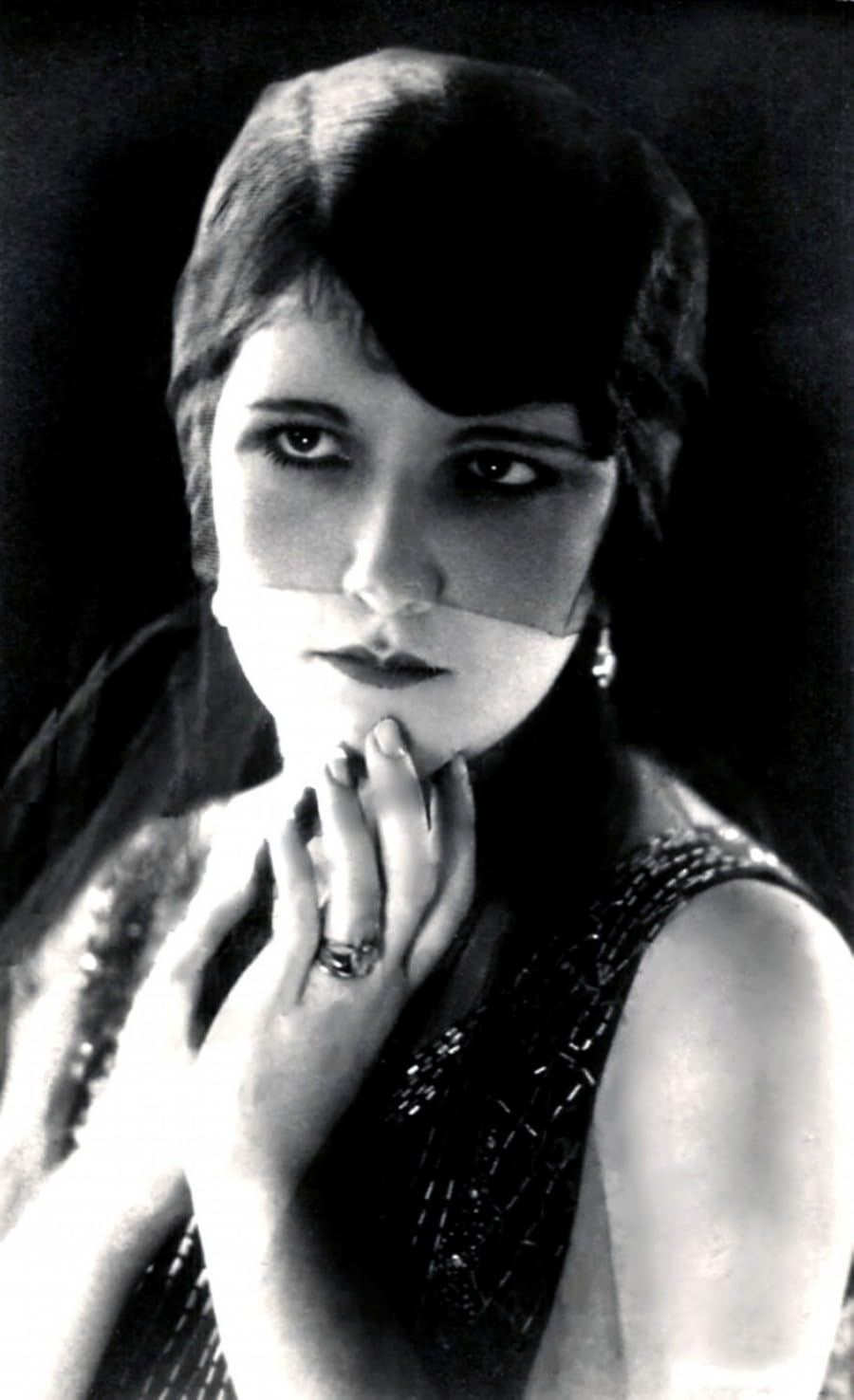
Lamarque hacia 1929.

Dos meses después, debutó en Radio Prieto y fue contratada por la empresa RCA Victor para grabar un disco. La propuesta provino de un emisario que la contactó con Juan Carlos Casas, director de la compañía. El 8 de septiembre de 1926, grabó sus primeros temas musicales: la tonada «Chilenito», de Agustín Irusta, y el estilo «Gaucho sol», de Santiago Rocca y Atilio Supparo. La compañía le pagó inicialmente 150 pesos por cada disco —debía grabar uno por mes—, pero luego llegó a cobrar más del doble por cada uno de ellos. El autor Pedro Ochoa publicó que «será en la década de 1930 cuando su nombre se sume a la corriente principal del tango. Es la década de los cantantes. Y entre las mujeres, un selecto grupo de cancionistas ocupa el centro de la escena: Azucena Maizani, Mercedes Simone, Ada Falcón, la actriz Tita Merello y por supuesto Libertad Lamarque». Las primeras grabaciones que realizó en los años de 1920 fueron eléctricas, conocidas como sistemas de grabación ortofónica, luego utilizó la grabación analógica y finalmente, el sistema digital.
En paralelo, Lamarque continuó trabajando en teatro hasta bien avanzado su primer y único embarazo en 1927. Se encontraba interpretando el papel de paisana en la obra El gaucho negro de Claudio Martínez Paiva cuando dio a luz a su única hija, Libertad Mirtha, el 15 de noviembre de 1927. Luego, partió con su pequeña hija a unas presentaciones por Rosario con el trío guitarrero Las Heras, Rivero y Ferrari para luego regresar, grabar un disco en RCA y preparar un compilado musical titulado «Su Majestad el Tango». Después de realizar una gira por el interior de Argentina y Paraguay, y grabar un nuevo disco para la RCA durante 1928, Carcavallo la convocó para protagonizar el sainete El conventillo de la Paloma, de Alberto Vacarezza, donde recreó a la muchacha que llaman «Doce pesos» durante 1000 presentaciones. De acuerdo a Lamarque, «no fui feliz cuando me asignaron... me daba vergüenza hablar y comportarme en forma burda, arrabalera, pero a mi pesar, mi personaje dio que hablar y hasta hoy lo recuerdan algunos... ». La presencia de Lamarque en la obra, que se estrenó el 5 de abril de 1929, continuó hasta 1930, cuando fue reemplazada por Tita Merello. También acompañó a Milagros de la Vega y Carlos Perelli en La sangra de las guitarras, donde intervino como cancionista, y a Santiago Arrieta en El botonazo.
El escritor e historiador Horacio Salas, en su obra El tango (ed. Emecé, 1986), señaló que hubo un componente sociológico en la adhesión de una gran cantidad de admiradores: 

«Libertad Lamarque ocupó desde del comienzo de su carrera un segmento que por entonces permanecería vacante: el del arquetipo femenino canónico para la segunda generación inmigratoria, la mujer que pretende imitar los modos de la clase alta [...] En el canto nacional, nada podía encarar mejor este arquetipo que una voz de soprano [...] Ocurría lo mismo con las vaporisidades del vestuario y con las líneas apenas insinuadas en el maquillaje, que sin embargo dejaban su marca de clase en algunos subrayados según las pautas de la moda». Luego agregó, por contraposición a otros arquetipos y sobre la base de algunos temas de su repertorio como «Andate» y «Volvé»: «La mujer que encarna Lamarque no es la cabaretera de los años 1920, imagen del pecado, falsa y licenciosa para quien el engaño, además de una característica del oficio, es una constante inherente a la condición femenina; muy al contrario, ella canta desde los sufrimientos de la mujer casada».

### 1930-1935: Entrada al cine

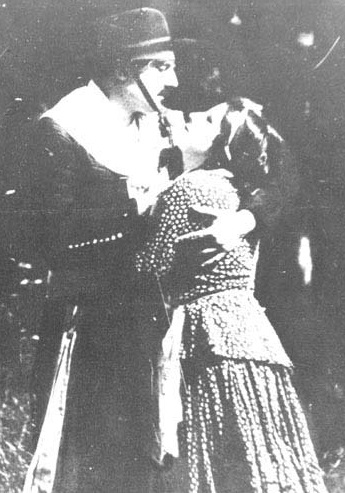
Mario Parpagnoli y Libertad Lamarque en la escena de la despedida de la película muda Adiós, Argentina (1930).

En 1929, comenzó el rodaje del filme mudo Adiós, Argentina —donde Lamarque interpretó a una paisana—, el cual se estrenó el 12 de marzo de 1930 bajo la dirección de Mario Parpagnoli. Lamarque consiguió esa oportunidad por intermedio de Pierina Dealessi, y sólo debía aparecer en una escena preparando la mesa y luego despidiéndose de su galán, interpretado por Parpagnoli. Recibió 150 pesos por su actuación y Lamarque recordó en su autobiografía que halló dificultosa la escena donde debía besar al protagonista. Como la filmación de la película iba a demorar alrededor de dos meses, de acuerdo a lo que le habían comentado, Lamarque calculó que iba a cobrar alrededor de cinco mil pesos, una suma muy importante para la época: «primero filmé una escena contra una tranquera; (...) luego ante un ombú pintado en un telón. Le alcancé unos mates al pintoresco gaucho; (...) besé un clavel, se lo entregué y lo despedí con la mano...» Cuando la actriz le preguntó al director a qué hora debía volver al día siguiente, le indicó que luego le avisarían. Parpagnoli se las había ingeniado para filmar en un solo día todas las secuencias que requería el filme, de modo que no la volvieron a llamar y el cálculo de sus ingresos se esfumó. Tras esa producción, Luis César Amadori la contrató para actuar al lado de Florencio Parravicini en una compañía de espectáculos de revista en el Teatro Maipo, junto a un elenco de actores que incluía a Alberto Anchart y León Zárate. Lamarque continuó trabajando en el Maipo hasta 1933, cuando voluntariamente suspendió su contrato. En 1931, fue invitada por la Municipalidad de Buenos Aires para formar parte de un concurso benéfico en el Teatro Colón. Luego de interpretar «La cumparsita» y «Taconeando», fue elegida «Reina del tango» por votación popular entre muchas otras cancionistas de su época, como Rosita Montemar y Fedora Cabral, que obtuvieron el segundo y tercer puesto. Ese mismo año viajó por primera vez a Chile para actuar en una compañía de revistas encabezada por Gloria Guzmán en la que cantó «El manisero», una guaracha cubana de Ernesto Lecuona. Entre los espectadores, se hallaba Luis César Amadori, el director del Teatro Maipo, que inmediatamente la contrató para debutar en 1932 y la arengó a que bajara de peso —unos 10 kg— antes de comenzar la función. El 14 de octubre de ese año, su madre, Pepa, murió a la edad de 69 años. Lamarque, desde entonces, nunca jamás volvió a cantar dentro de su casa. Su actuación en el Maipo fue exitosa y su nombre compartió cartel en la marquesina junto a Florencio Parravicini y Pepe Arias. Sin embargo, Lamarque renunció inesperadamente en 1930 luego de que su marido, José María Romero, tomara la decisión de que no debía seguir trabajando ahí. Romero estaba indignado por el cobro de un impuesto a las ganancias y porque habían prescindido de sus servicios como apuntador. Por su parte, la empresa estaba molesta con Romero por su incumplimiento de las normas de no jugar por dinero ni ingresar con bebidas alcohólicas al teatro. Como consecuencia de eso, Lamarque debió pagar una suma de dinero por incumplimiento del acuerdo laboral.

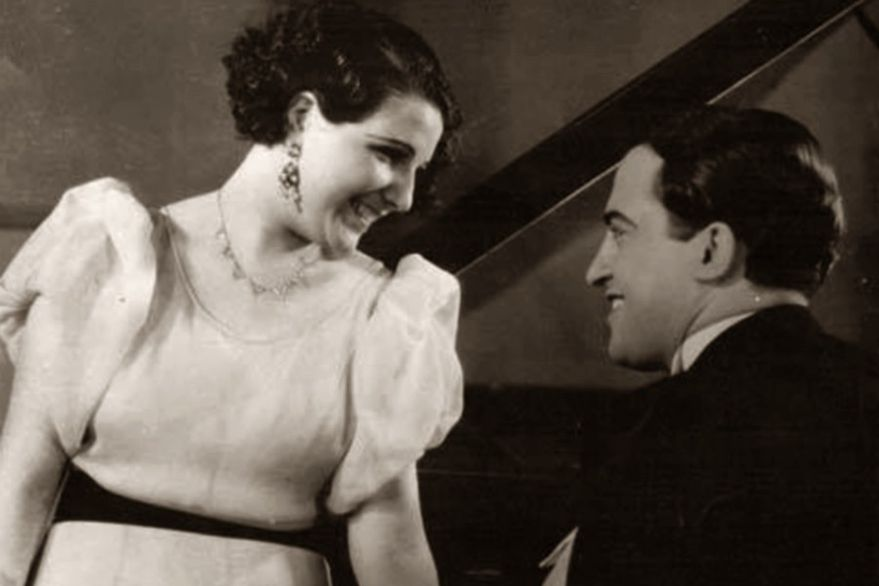
Libertad Lamarque y Alberto Gómez en ¡Tango! (1933).

En 1932, a manera de conmemoración de las mil presencias escénicas, realizó una gira por Paraguay y diversas provincias argentinas junto a músicos como Gregorio Rivero, Ángel Las Heras y Nicolás Ferrari. A su regreso, fue convocada por Argentina Sono Film para comenzar a filmar ¡Tango! (1933), la primera película sonora argentina, bajo dirección de Luis José Moglia Barth. El nombre de Lamarque, sobre la base de un acuerdo predeterminado, debía aparecer en los créditos por encima del de los demás integrantes del elenco. Durante el mes que duró la filmación, recibió 250 pesos por cada día de rodaje. La idea de la película estuvo a cargo de Ángel Mentasti, que buscaba reunir a artistas populares del teatro y la radio.
En 1935, Lamarque realizó su primer papel dramático en El alma del bandoneón, junto a Santiago Arrieta, donde interpretó algunos tangos de Enrique Santos Discépolo. Los autores Manrupe y Portela definieron el filme como la «ópera prima de Soffici al servicio de Lamarque». Finalizado el rodaje, emprendió una gira por Argentina, Chile y Perú, y se destacó como cancionista junto al trío Rodio-Malerba-Artola en múltiples emisoras como Radio Stentor, París y Splendid. La experiencia fue estresante y poco feliz, dado que Lamarque atravesaba en ese entonces serios problemas matrimoniales con Romero que luego desencadenaron un largo procedimiento de separación legal y un intento de suicidio por parte de la actriz, que se arrojó por el balcón de un hotel que compartía con su marido en Chile. Poco después resultó elegida «Miss Radio», según una encuesta realizada por la revista Sintonía de 1934, en la que obtuvo 57 483 votos.

### 1936-1938: SIDE

#### Trilogía con José A. Ferreyra

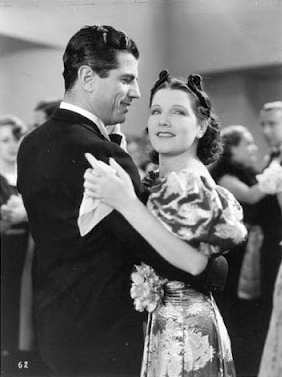
Lamarque y Floren Delbene en Ayúdame a vivir (1936).

Ante la negativa de los autores del momento de arriesgarse a escribir para el cine sonoro, Lamarque decidió ser la argumentista de su próxima película, Ayúdame a vivir (1936), de forma tal que el personaje a interpretar se adaptara a su personalidad. El director de la SIDE, Alfredo Murúa, estuvo de acuerdo con la idea y a pedido de la actriz, Atilio Supparo se encargó de idear el tango principal que dio nombre al filme, con música de Alfredo Malerba y Héctor Artola. También interpretó «Canto a la vida», «Arrepentido» y «Tu cariño». El guion narró las desventuras románticas de una joven y recogió experiencias personales de la propia Lamarque, que tuvo que abandonar el rodaje durante un intervalo de un mes debido a una crisis personal que la dejó sin voz, pero logró volver recuperada luego de un descanso en las sierras de Córdoba. Según la historiadora Estela Dos Santos, con Ayúdame a vivir «fundaron algo así como la ópera tanguera cinematográfica». El director del filme, José A. Ferreyra, evocó luego que «ahí Libertad... operó el milagro de conquistar el Pacífico para la cinematografía argentina». La película recibió críticas negativas por parte de la prensa, pero tuvo un éxito rotundo en cuanto a público, incluso por encima de películas norteamericanas. De hecho, durante su estreno en el cine Monumental, el público que se aglomeró a la salida comenzó a mover el automóvil en el que se trasladaba Lamarque. En Cuba, el filme llegó a ser tan popular que era común que las personas en las confiterías o bares, en lugar de ordenar un café cortado, pidieran un «ayúdame a vivir». Fue por esa época que Lamarque fue contratada por Jaime Yankelevich como figura principal de Radio Belgrano, emisora en la que permaneció diez años.

«El hecho de haber escrito el argumento no me lo perdonó el periodismo "casi" en general, y nos cayeron despiadadamente, pero el público argentino dijo "sí" desde el primer momento, y el público es irrefutable, él no sabe de entretelones ni de intereses, es imparcial y aplaude lo que le gusta. Así vimos por toda América durante varias décadas Ayúdame a vivir, iluminando las pantallas cuando los dueños de los cines necesitaban fondos urgentes, para levantar algún pagaré».
Libertad Lamarque

En 1937, protagonizó el romance musical Besos brujos, donde tuvo como galán a Florén Delbene. En una escena, la actriz presentó el tango homónimo que dio origen al título del filme. De acuerdo a Domingo Di Núbila, el estreno del tema «Besos Brujos» interpretado por Lamarque tuvo «... ese magnetismo que imponía religioso silencio en los miles de templos cinematográficos donde se citaban su inmensa legión de fieles admiradores». Jorge Miguel Couselo, por su parte, se refirió a La ley que olvidaron, la siguiente película filmada por la actriz, como la «consolidación total en el estrellato y el paso decisivo a aspiraciones más rutilantes (aunque menos auténticas) y con mayores posibilidades de internacionalización». Lamarque interpretó en ese filme a María, una sirvienta a la cual le expropiaban su hijo para salvar la reputación de su madre, una joven de alta posición social representada por Herminia Franco. Las tres películas de Lamarque con José Agustín Ferreyra —Ayúdame a vivir, Besos brujos y La ley que olvidaron— llegaron a consolidarse como íconos del melodrama y tuvieron la particularidad de que siempre figuraban cuadros musicales en su contenido en una suerte de «cabalgata» musical. Finalizado su contrato con la SIDE, Lamarque recibió una propuesta de los hermanos Mentasti para trabajar con Argentina Sono Film.

### 1938-1942: Argentina Sono Film
De acuerdo a una carta membretada revelada en su autobiografía de 1986, los hermanos Mentasti —directivos de Argentina Sono Film— menospreciaban las películas que Lamarque había realizado para la SIDE y las catalogaban como «folletines». Aún así, consideraban el ingreso de Lamarque a su compañía como una estrategia para consolidarla como la estrella máxima del cine argentino y latinoamericano. Aunque no lo pensaban en ese momento, más tarde comprobaron que el éxito de Lamarque se extendería a Japón, la Unión Soviética y otros países. Los dos mayores estudios cinematográficos de la época eran la SIDE y Argentina Sono Film, el primero dirigido por los hermanos Murúa y el segundo por los Mentasti. Dado que se rumoreaba que uno de los hermanos Murúa iba a casarse con Lamarque, los Mentasti intercedieron por medio de Alfredo Malerba para captar lo antes posible a la actriz y trasladarla a su empresa como primera figura. Se convinieron rápidamente tres entrevistas en la casa de Lamarque sobre la calle Directorio, en las que se negociaron los contratos por medio de un abogado, Mario Benar. Tras su firma, el acuerdo se prolongó por varios años y consolidó a Lamarque como la estrella principal de la empresa. En esa época, no existían leyes de protección al cine argentino, de modo que cada compañía vendía a los distribuidores cinematográficos toda la producción del año en un solo lote, generalmente encabezado por las películas de Lamarque en el caso de la Sono, cuyo nombre era utilizado para conseguir también mejores precios para las restantes películas que integraban la tanda. En la jerga cinematográfica, se decía que los filmes de Lamarque servían de «cadeneras» para las restantes.

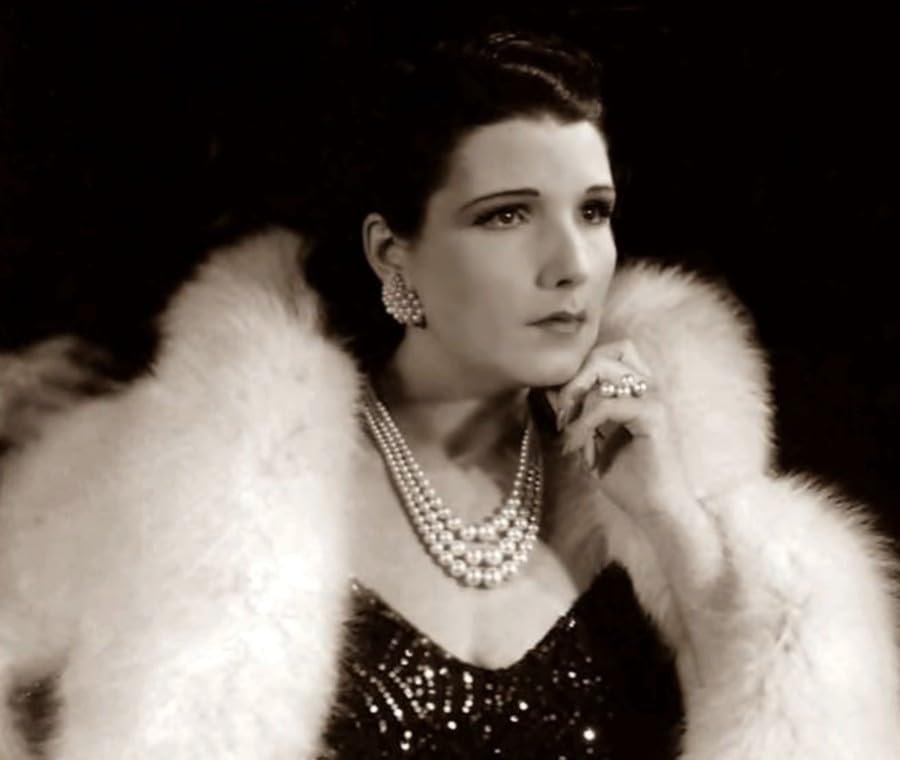
Lamarque en Madreselva (1938).

Su primera labor para Argentina Sono Film ocurrió en Madreselva (1938), de Luis César Amadori. Claudio España, analizando su actuación, señaló que «nunca se había lucido tanto... y eso que Amadori, si bien la vistió y peinó con dedicación y belleza, no llegó a quitarle cierta expresión levemente arrabalera y un poco aplanada en su deliciosa dicción, propensa a los grititos histéricos y no precisamente durante las canciones, que interpretó siempre como los dioses». Ulyses Petit de Murat coincidió en el primer punto y manifestó que «jamás se lució tanto como en Madreselva». Ahí, Lamarque estrenó los tangos «Madreselva» y «Canción de amor». Madreselva y Puerta cerrada —donde interpretó «La morocha»— fueron presentadas en Francia con notable éxito y elogiadas durante el Festival de Cine de Venecia. De hecho, el periódico Mattino D'Italia, en su edición del 28 de septiembre de 1941, calificó a Lamarque como «una actriz que no admite comparación con muchas estereotipadas del cine norteamericano. Tiene cualidad de temperamento». El autor y cronista italiano Alessandro de Stéfano señaló que «cualquier cinematografía puede estar orgullosa de poseer una actriz del valor de Libertad Lamarque. A su gran calidad de intérprete y de cantante se agrega una belleza latina verdaderamente singular. Sus ojos lánguidos y patéticos son inconfundibles...» En 1940, recibió el premio a la mejor actriz extranjera en Yugoslavia por su labor en el filme. Más tarde, publicaría en su autobiografía que Puerta cerrada y La casa del recuerdo fueron «dos alardes de arte». A raíz de sus actuaciones en esos filmes, recibió una propuesta de Paramount Pictures para firmar un contrato de exclusividad por siete años para rodar en Hollywood, la cual rechazó debido al éxito que tenían en ese momentos sus producciones en Argentina.
Caminito de gloria, dirigida también por Amadori, tuvo un arduo despliegue de producción pero no consiguió el mismo éxito que las anteriores. Una nueva versión fue realizada en 1960 por el mismo director bajo el título de Mi último tango, junto a Sara Montiel. En su siguiente filme, La casa del recuerdo (1940), Lamarque fue elogiada por su calidad interpretativa. Ahí, realizó un dúo con Alberto Vila y ambos interpretaron canciones de Homero Manzi y Andrés Chazarreta. La película, basada en el argumento de María Luisa Bombal y Carlos Adén, tuvo un amplio éxito y es considerada uno de los mayores exponentes del género melodramático de la historia del cine argentino.

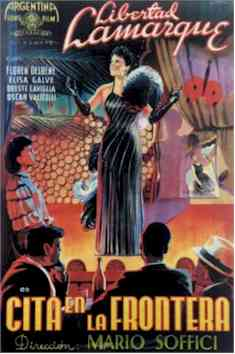
Póster de la película Cita en la frontera (1940).

Fue nuevamente dirigida por Mario Soffici en Cita en la frontera, donde interpretó los tangos «Un amor», «Lonjazos», «Cosas del amor» y «Riendo». La trama indicaba que dos hermanos, representados por Florén Delbene y Orestes Caviglia, se enamoraban de la misma mujer, el personaje actuado por Lamarque. De acuerdo a La Nación, la actriz se halló «cómoda y desenvuelta». Continuó su carrera en teatro de forma alternada en obras musicales como Tres valses, una adaptación de la opereta de Oscar Straus. Luego de filmar Una vez en la vida, Yo conocí a esa mujer y Cita en la frontera, había obtenido una ganancia salarial equivalente al valor de 19 vehículos Ford. Sin embargo, sus últimas producciones no tuvieron el éxito esperado y Atilio Mentasti llegó a decirle a su esposo Alfredo Malerba: «Libertad está acabada». De acuerdo a la actriz, «ninguna dejó pérdidas... pero no tuvieron el éxito deseado... me ofrecieron menos dinero para celebrar un nuevo contrato». En lugar de aceptar la oferta de los hermanos Mentasti para continuar en Sono Film, Lamarque optó por trasladarse a los Estudios San Miguel en 1942 bajo una propuesta de Miguel Machinandiarena, que le ofreció una suma de dinero apenas menor.

### 1942-1945: Estudios San Miguel

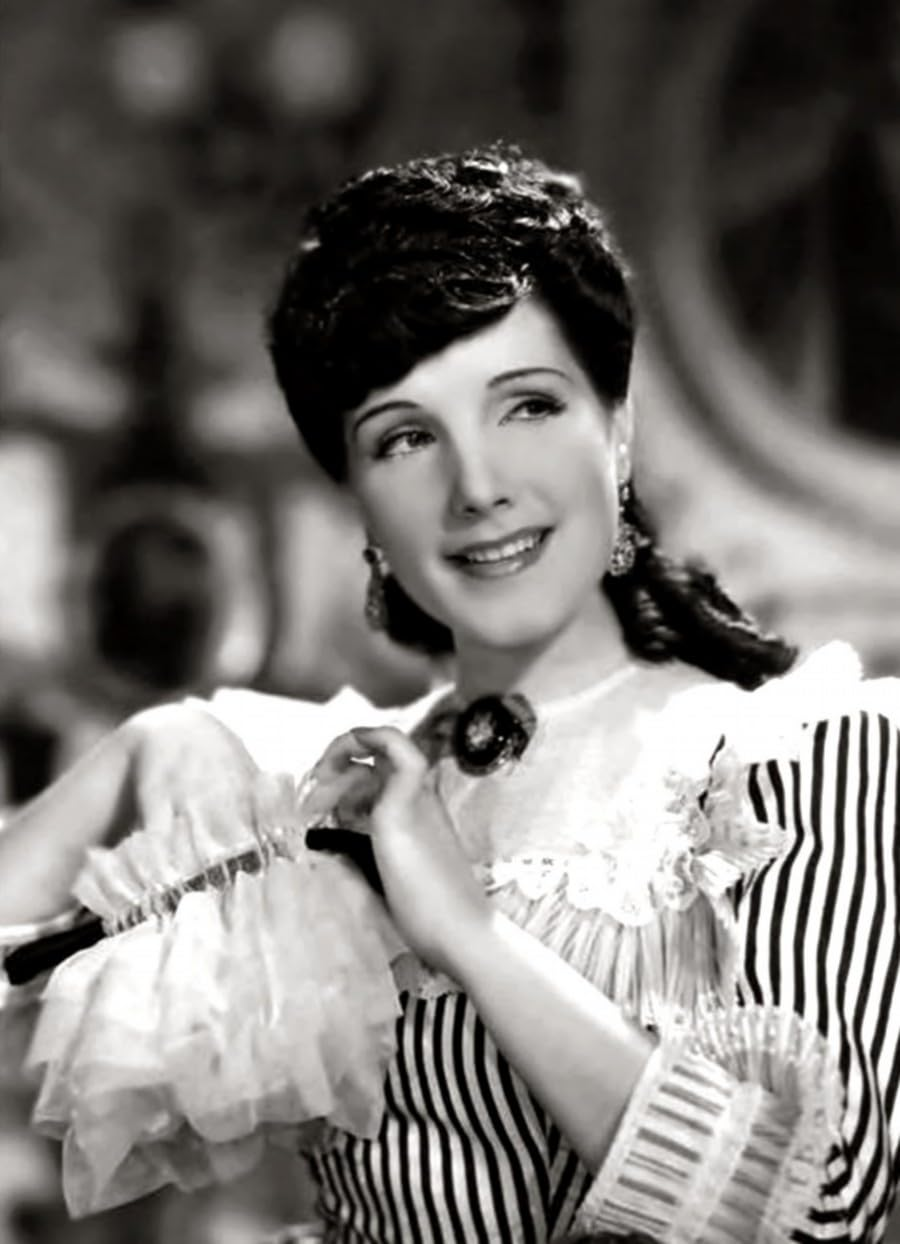
Libertad Lamarque en En el viejo Buenos Aires (1942).

Si bien Argentina Sono Film intentó retener a Lamarque ofreciéndole una suma de dinero igual, esta ya había firmado contrato con San Miguel. En 1965, durante la Tercera Reseña de Cine Hispanoamericano en Acapulco, Atilio Mentasti —con un resabio de resentimiento por lo sucedido— diría en una entrevista en presencia de la actriz que «felizmente Argentina Sono Film ha superado ya el ciclo de Libertad Lamarque». La actriz realizó su primera película para su nueva compañía en 1942 con En el viejo Buenos Aires, de Antonio Momplet, donde estrenó la tonada «Pito Juan».El filme se basaba en la epidemia de fiebre amarilla de 1871 y recibió buenas críticas por parte de la prensa. De acuerdo a Lamarque, «fue una gran producción que me dio la oportunidad de mostrarme actuando y cantando diferente». Su contrato con los Estudios San Miguel marcó también su paso al género de la comedia, en el que nunca había intervenido. Fue así como en 1943 protagonizó Eclipse de sol, dirigida por Luis Saslavsky, para la cual debió cambiar la tonalidad de su cabello a rubio platinado. A su padre le desagradó el cambio de apariencia, alegando que le quitaba expresión a sus ojos, a lo que Lamarque agregó: «Pero yo me llamaba Sol [en la película], y modestamente, pienso que era un sol».
Por aquellos años, le llegaron ofertas para trabajar en Radio Belgrano mientras los cálculos estimaban que Lamarque tenía cerca de un millón de espectadores cuando sus programas eran transmitidos en cadena, alrededor de las 21 h, al igual que los de su amiga Niní Marshall y Hugo del Carril en emisoras competidoras.
Su tercera película para San Miguel fue El fin de la noche (1944), donde compuso el personaje de Lola Morel. Su presentación generó polémica ya que sus escenas realistas sobre la Segunda Guerra Mundial en Francia fueron cuestionadas por la embajada alemana, motivo por el cual sus proyecciones en cine fueron suspendidas una semana después de su estreno y su fotografía fue quitada de la marquesina del cine Ambassador. El Heraldo del Cinematografista destacó que Lamarque realizó una buena labor a pesar de no haber sido favorecida por la fotografía ni el vestuario.

#### La cabalgata del circoy Eva Duarte
Lamarque señaló en su autobiografía que en 1944 el director Miguel Machinandearena la llamó para consultarle si estaba de acuerdo con incluir a Eva Duarte, una joven actriz de reparto, en su próximo proyecto cinematográfico, a lo que Lamarque señaló que solo le importaba que fuese «joven y bonita». Durante los primeros días de rodaje, Lamarque también recordó haberle prestado un vestido de época de su propiedad dado que el filme estaba ambientado en comienzos del siglo XX. En Argentina, se sucedían problemas políticos con actores y la falta de celuloide, que se acentuaron con el correr del tiempo, como así también luego de la Revolución Libertadora. Debido al desabastecimiento de combustible, Lamarque debía trasladarse en tren hasta los estudios cinematográficos al igual que otros integrantes, aunque en muchas ocasiones Hugo del Carril la pasaba a buscar con su automóvil. A los pocos días de haber comenzado el rodaje, la actriz se molestó por la impuntualidad de su colega Duarte que, además, llegaba a los sets en automóvil con el chofer de la intendencia. En sus memorias, Lamarque relató que en una ocasión:

«... la vimos llegar [a Eva]. Saludó cordial y jovialmente a los presentes... Inmediatamente después, y mientras la preparaban para maquillarla, empezó a hablar animadamente... "Llegué tarde y eso que me traje el auto de la Intendencia. ¡Qué largo es el camino hasta aquí... qué lejos queda este estudio! ¿A qué hora terminaremos de filmar? A las cuatro regresará el chófer a buscarme..." Mis compañeros siguieron trabajando en silencio; solo yo, lentamente, en tono bajo y firme, le dije, mientras seriamente miraba en mi pequeño espejo de mano: "Tiene usted muy buen corazón, así que cuando le sobre gasolina, tráiganos un poco al estudio por favor, aunque sea en la boca, en un buche"».

La autora Marysa Navarro, en su libro Evita, sostuvo que la verdadera razón del exilio de Lamarque fueron las dificultades de la industria cinematográfica vinculadas a la escasez de celuloide. Durante el gobierno de Juan Domingo Perón, la actividad cinematográfica fue intensa, pero la suma de favoritismo y censura para lo que escapara de la visión oficialista terminó por afectar la calidad de las producciones.

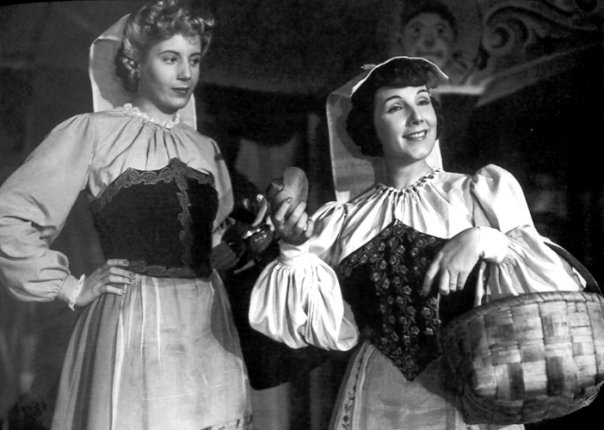
Eva Duarte y Libertad Lamarque en La cabalgata del circo (1945).

Lamarque explicó que nunca tuvo un vínculo cercano con Eva Duarte, pero padeció algunos inconvenientes con ella durante la filmación de La cabalgata del circo en 1945, de la que ambas formaron parte. De acuerdo al historiador Felipe Pigna, la excesiva tolerancia hacia Evita se debía al interés de Miguel Machinandiarena, productor de la película, por retener la concesión del Casino de Mar del Plata que, suponía, podía conservar consintiendo a la concubina del coronel Perón.
Lamarque y Juan Domingo Perón se habían conocido circunstancialmente en 1944 cuando un terremoto produjo severos daños en la provincia de San Juan y hubo cerca de 10 000 víctimas. Como otros militares nacionalistas del Grupo de Oficiales Unidos, Perón pertenecía al gabinete del presidente de facto Pedro Pablo Ramírez, donde ejercía como secretario de Trabajo y Previsión y secretario de Guerra. Luego de la tragedia, Perón encabezó una convocatoria dirigida a figuras notorias del espectáculo, entre las cuales se hallaba Lamarque, que colaboró recaudando dinero —3900 pesos exactamente— al igual que otras actrices de la época.
En otra oportunidad, durante el rodaje, Lamarque rechazó una invitación para almorzar con Evita y el director de la película, al que le respondió: «No, gracias, yo voy a comer con los de mi clase», y se dirigió al comedor de los obreros. Ese día, sorpresivamente, Duarte se retiró de la filmación diciendo que estaba cansada, aunque Lamarque posteriormente señaló que quizá ya estaba experimentando algunos síntomas de la enfermedad terminal que la llevaría a la muerte en 1952 o, probablemente, estuviera embarazada, dado que también le escuchó a la joven actriz comentarle a alguien: «Tengo la pancita inflamada, pero no hay que preocuparse, aquí hay un peroncito», mientras se acariciaba el vientre.
Cuando los directivos de Estudios San Miguel le sugirieron a Lamarque que aceptara la amistad de Eva Duarte, respondió: «Yo jamás me arrimé al sol que más calienta». El director del filme, Mario Soffici, señaló más tarde que existió un «roce que no pasó a mayores». Sin embargo, comenzaron a surgir rumores acerca de una supuesta bofetada que Lamarque le habría propinado a Evita. Si bien se encargó de desmentirlo públicamente por el resto de su vida, el rumor se propagó y adquirió repercusión a nivel nacional a tal punto que se convirtió en una leyenda urbana:

«No quiero que la gente siga preguntando si le pegué una cachetada o no a Evita. Todo fue muy distinto... Ella no cumplía con su trabajo. Y eso a mí me molestaba. Por su retraso en la filmación de La cabalgata del circo yo debía esperar horas y horas. Eva, mientras todo el grupo de trabajo estaba ya en el set, se quedaba almorzando con el director de la película o el productor. Siempre estaba rodeada de hombres del ambiente. Estaba todo listo para rodar la escena y ella no aparecía. Llegó un momento en que nos agotamos. Hugo del Carril prefirió quedarse de pie, pero yo me fui a sentar, allí mismo, sin moverme de mi sitio. De pronto alguien dijo "ahí viene Eva" y se alborotó el avispero. Por primera vez le dirigí la palabra. Haciendo una enorme reverencia, doblándome en dos todo lo que pude, lo que me permitía el corsé que lucía durante el rodaje, le dije: "Buenas tardes..." Lo dije así, con furia, desde el alma. Ella se frotó las manos y, un poco nerviosa, miró a un lado y al otro y dijo "Bueno, vamos..."»
Libertad Lamarque

La empresa decidió poner fin a estos inconvenientes modificando la hora de filmación, que pasó a ser a las 14 UTC-3, lo que perjudicó seriamente a Lamarque, que debió abandonar sus presentaciones radiales y de varietés. En su autobiografía, expresó que a partir de la asunción de Perón a la presidencia de Argentina en 1946, no recibió más contratos para trabajar en el país, lo cual atribuyó a su relación conflictiva con la actriz Eva Duarte —posteriormente primera dama, esposa de Perón—. También afirmó que había hecho todo lo posible para modificar su situación e incluso se entrevistó con la propia Duarte, pero todos los funcionarios y colegas negaban que existiera una prohibición respecto a su persona.
El incidente fue utilizado por los detractores de Evita como un ejemplo más de su carácter vengativo, ya que una vez que Perón subió al poder, no habría permitido que Lamarque continuara trabajando en la Argentina. Es posible, y más veraz, que Lamarque se instalara en México, porque en ese país le ofrecían contratos de trabajo por lo menos desde 1943, mientras que en Argentina la producción cinematográfica iba en declive por la falta de película virgen. En 1942 hubo 56 estrenos, en 1943 la cifra bajó a 34 y en 1945 a 22. México recibía unos 11 millones de metros de celuloide en 1943, mientras que Argentina obtuvo apenas unos 4 millones ese año. Según Navarro, que Lamarque no recibiera contratos en su país, no quería decir necesariamente que fuese por orden expresa de Evita, y también destacó que sus «excesos divisticos» habían llegado a tal punto que motivaron la publicación de una crítica muy dura en la revista Antena en 1941. Por otro lado, tal como señaló Mario Soffici, la actriz entró y salió de Argentina durante los años en que gobernó Perón, sin ningún impedimento. Sin ser militante, Lamarque se hallaba en la oposición. Durante una gira por Brasil, había cantado para las fuerzas expedicionarias brasileñas que iban a luchar contra el Eje y en septiembre de 1945, participó de un festival en el Luna Park para recolectar fondos para los demócratas que acababan de salir de la cárcel. Fue también una de las artistas que desfilaron ese mes en la Marcha por la Constitución y la Libertad.
En su vejez, su relación con Evita se convirtió en un tema recurrente en los reportajes y Lamarque solía decir que «de alguna manera, gracias a mi pelea con Evita, conquisté América. De no haber sido así, mi nombre hubiera quedado en el anonimato». Conforme fue envejeciendo, su actitud defensiva hacia ella fue cediendo y en 1986, confesó en sus memorias que sintió mucha «piedad» cuando se enteró de su muerte en 1952 y lamentó terriblemente los trajines que vivió su cadáver a lo largo de las décadas posteriores. Lamarque admitió también que jamás volvió a ver La cabalgata del circo desde su estreno en 1945.
El último trabajo de Lamarque para los Estudios San Miguel fue Romance musical, cuyo rodaje comenzó apenas terminado el de La cabalgata del circo y se estrenó en 1947 cuando la actriz ya había abandonado el país. Para ese entonces, se encontraba en franca tirantez con la empresa, a la que jamás reclamó judicialmente por incumplir el contrato —le habían prometido a Lamarque filmar dos películas más que nunca se realizaron—. La actriz recordaba de ese filme la presencia de su director, Ernesto Arancibia, que hizo más ameno el rodaje, y calificó a la película como «entretenida y graciosa».

### 1946-1966: Salida del país y consagración en México

#### «La novia de América» y giras latinoamericanas
A fines de 1945, Lamarque fijó fecha de boda para casarse con el músico Alfredo Malerba el 24 de diciembre de 1945. Al mismo tiempo, firmó un contrato con un emisario cubano, Ciro de la Concepción, enviado por el empresario Amado Trinidad, ante las dificultades de hallar trabajo en su país. De la Concepción la bautizó con el apelativo de «La novia de América», con el que sería identificada a lo largo de toda su vida. Ángel Boffa, allegado a Alfredo Malerba, fue quien logró interceder para que les otorgaran un certificado de antecedentes penales, documento necesario para salir del país en ese entonces, dado que el legajo de Lamarque había desaparecido misteriosamente de los archivos del Departamento de Policía. En esas circunstancias, la actriz y Malerba abandonaron Buenos Aires desde el Aeropuerto de Morón y emprendieron una gira a Cuba el 2 de enero de 1946, contratados por la RHC-Cadena Azul. Lamarque no volvió a ver su padre, Gaudencio, que falleció a los 73 años al año siguiente.
En Cuba, fue recibida por una comitiva y una multitud de personas, y se presentó el 7 de enero de 1946 en el Teatro América, donde fue popular su interpretación de «El tumbaíto», cuya letra hacía referencia en ese momento a la escasez de jabón para lavar ropa en La Habana. Luego de una breve estadía, Lamarque se presentó en República Dominicana, donde tuvo una recepción similar a la del país anterior. La actriz llegó al aeropuerto de Santo Domingo y fue escoltada en el camino por seis policías motorizados, que acompañaron la caravana con sirenas, mientras el público le arrojaba flores a su paso. Previo a sus presentaciones, la actriz mantenía charlas de asesoramiento con Casandra Damirón, que le proporcionaba información acerca de los modismos, costumbres y frases típicas del lugar como así también le brindó clases de merengue dominicano. Sus actuaciones costumbristas tuvieron aceptación en el público y reafirmaron su condición de «la novia de América». En Puerto Rico, se presentó en La Voz del Yuna, un ciclo radial en el que interpretó seis tangos en compañía de su orquesta, y fue condecorada por el alcalde Antonio Ávila como «hija adoptiva» de Vieques, dado que en uno de sus espectáculos el personaje recreado por Lamarque aseguraba ser nativo de esa pueblo.
La gira continuó en Venezuela donde, de acuerdo a Lamarque, sus actuaciones no tuvieron el éxito esperado debido a que los empresarios teatrales habían aumentado el costo de las entradas en función del éxito que habían tenido en los otros países latinoamericanos y el público no pudo costearlas. En ese país, la señora Damirón fue reemplazada por Magdalena Sánchez, que le enseñó a bailar el joropo. Pedro Vargas, un viejo amigo, le sugirió que no aceptara la propuesta de Roberto Ratti de ir a trabajar en un teatro mexicano y, en cambio, aceptara la de presentarse en El Patio, un local dirigido por Vicente Miranda. Al final de la gira, recaló en México y se presentó en el local El Patio, uno de los cabarés más prestigiosos del país. Su contrato, inicialmente de dos semanas, se extendió a tres meses y, finalizado el mismo, emprendió una gira enmarcada por el interior de México para luego continuar por Guatemala, Honduras, El Salvador, Nicaragua, Costa Rica y Panamá.
El crítico neoyorquino Robert Sylvester publicó por esos años una nota titulada «Cómo hacer dinero en el negocio del espectáculo», en la que citó el caso de Lamarque, que en ese momento se hallaba trabajando en el Teatro Puerto Rico en una de las peores zonas de Nueva York. El teatro recaudó 40 000 USD correspondientes a ingresos brutos en su primera semana completa y la actriz obtuvo un porcentaje equivalente a 17 000 USD para el final de la misma, es decir, 2000 más de los que recibía la publicitada Kay Thompson en The Roxy. Los ingresos del Teatro Puerto Rico fueron superados en Broadway solo por algunas obras para adultos y motivaron que el contrato de Lamarque se prolongara por una segunda semana.

#### Traslado a México yGran Casino
El contexto político hizo que Lamarque abandonara Argentina y se radicara definitivamente en México junto a su esposo cuando contaba con 38 años. Su primera presentación fue en la radio XEQ, donde anunció su próximo debut y entonó algunas canciones junto a Arturo de Córdova. Vivieron de forma temporal en el Hotel Reforma y posteriormente, en la Casa Latinoamericana, un hotel de Ciudad de México donde se hospedaban múltiples figuras argentinas en similares condiciones y donde entablaron amistad con muchas de ellas, entre las que destacan la actriz Niní Marshall. Durante su estadía, Lamarque aprendió a cocinar ñoquis, que se volvieron su receta predilecta a la hora de agasajar a colegas argentinos por el resto de su vida. Al poco tiempo, consiguió trabajo en el local El Patio, donde actuó con Pedro Vargas bajo un contrato inicial de dos semanas que luego se prolongó a tres meses y realizó una gran cantidad de películas, con las que llegó a formar parte de la denominada Época de Oro del cine mexicano. Al finalizar su contrato con El Patio, emprendió una gira por el interior de México para luego proseguir por seis países de América Central: Guatemala, El Salvador, Honduras, Nicaragua, Costa Rica y Panamá, en los que se presentó con trajes regionales y bailes típicos de la zona; esos fueron los cimientos que más tarde sirvieron de idea para grabar el disco «La novia de América», que agrupó todo su repertorio del cancionero popular de Latinoamérica.

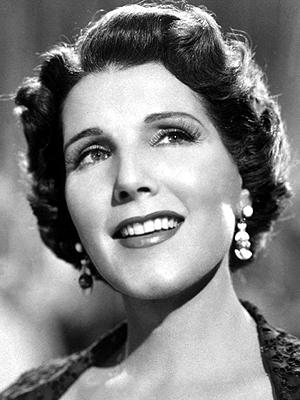
Lamarque, c. 1947.

En 1947, protagonizó sus dos primeras películas mexicanas, Gran Casino y Soledad, con las que inició su segunda etapa de la carrera cinematográfica. La primera fue dirigida por Luis Buñuel y Lamarque actuó junto a la estrella de cine Jorge Negrete. Ahí, la actriz interpretó a Mercedes Yrigoyen, una mujer argentina que llegaba a la ciudad de Tampico en busca de su hermano dedicado a la explotación de pozos petroleros. El filme fue un fracaso comercial y el director Luis Buñuel contó que «pese a las dos grandes figuras, la película solo obtuvo un modesto éxito. Entonces, se me "castigó". Permanecí dos años y medio sin trabajar... Vivíamos del dinero que nos mandaba mi madre». Lamarque había convocado en México al compositor Enrique Santos Discépolo para que dirigiera un tango en esa película titulado «El choclo», que tuvo una amplia repercusión. Posteriormente, Discépolo señaló que «... accedí a lo que me pedía Libertad, asegurándome que solo era para un pasaje de la película. Y ahora... me he tenido que resignar a que lo cante todo el mundo». Soledad, por su parte, se consolidó como una de las obras cumbre del melodrama sentimental mexicano y fue dirigida por Miguel Zacarías. Terminados esos trabajos, emprendió una gira por Colombia, donde llegó a convocar a 50 000 personas en Bogotá el 2 de marzo de 1947. Tuvo por esos años como maestra a la actriz Alicia Caro, que la capacitó en bambuco colombiano, baile con el que se presentó en el espacio teatral «La media torta». Lamarque le agradeció el gesto y la recomendó posteriormente en cine con el director Miguel Zacarías. En un breve retorno a la Argentina durante 1948, su mentor Pascual Carcavallo —que la había contratado para actuar en el Teatro Presidente Alvear—, aunque desconociendo la procedencia de la orden, le informó que había sido prohibida y no podía continuar trabajando en el país, alegando que «le habían puesto la tapa». Fue, además, su último encuentro con Carcavallo, quien murió ese mismo año. Claudio Martínez Paiva, en una reunión con Lamarque, le negó esa hipótesis y señaló que «la señora de Perón es incapaz de una acción semejante contra usted ni contra nadie». Como consecuencia, Lamarque se vio impedida de estrenar en Buenos Aires sus dos películas mexicanas. La situación la perjudicó severamente dado que la única retribución que la actriz había recibido por Gran Casino eran los derechos de propiedad de la misma para Argentina, Uruguay y Paraguay. Juanito Gutman y su socio, Jean Parret, los habían comprado, adelantándole a Lamarque una suma de dinero que luego debió devolver imprevistamente. En su autobiografía, señaló que comenzaron a emitirse panfletos humorísticos en su contra y que la revista ¿Qué? fue clausurada luego de que una foto suya saliera en una de sus portadas por orden de la Cámara de Diputados. En otra ocasión, las entradas de su casa y la de su hermana Aurora aparecieron marcadas con una cruz blanca, símbolo que las señalaba como «oligarcas disidentes», y la perrera municipal secuestró a dos chihuahuas de su pertenencia en un extraño episodio. Un posterior y breve encuentro con Eva Perón en la Secretaría de Trabajo y Previsión fue intrascendente y no logró mejorar su situación. Los problemas políticos fueron recurrentes a lo largo de su carrera profesional; durante la Revolución salvadoreña de 1948, por ejemplo, Lamarque se encontraba actuando en un teatro local, pero debió abandonar el país imprevistamente junto con su marido luego de que descubrieran correspondencia de su autoría criticando al gobierno de turno.

#### Continuación de su carrera cinematográfica y consagración
Al poco tiempo, Lamarque empezó a obtener grandes éxitos en su nuevo país. De sus más de cuarenta películas filmadas en México, 17 pertenecieron a Gregorio Walerstein para su sello Filmes S.A., 5 a Miguel de Zacarías, 5 a Producciones Brooks —dos de ellas en asociación con Felipe Mier— y 4 a Columbia. De acuerdo a las autoras Moguillansky y Molfetta, «la extranjería... potenciaba la posibilidad de tener roles levemente desestabilizadores, donde el eje de conflicto se ubica en la maternidad traumática». Fue así como la actriz comenzó a ser convocada principalmente para roles de madres solteras, mujeres pobres separadas de sus hijos o casadas con hombres inescrupulosos en circunstancias desfavorables. Diana Paladino señaló que, «a diferencia de la caracterización que tuvo a lo largo de toda su filmografía, la caracterización de la madre solo alcanzó un desarrollo acabado en sus filmes rodados en México».
Una de sus primeras producciones más exitosas fue La loca (1951), donde Lamarque compuso a Elena, una mujer que enloquecía tras la muerte de su marido. Fue nominada al premio Ariel por su desempeño —volvería a ser nuevamente candidata por su papel en Cuando me vaya (1953) de Tito Davison— y la película fue estrenada en Argentina recién en 1956 con críticas mixtas. El Heraldo del Cinematografista publicó que «una trama melodramática e ingenua conduce a este film por caminos trillados con el solo objetivo de utilizar todos los recursos posibles para conmover al sector femenino de la platea». Una película posterior, Ansiedad (1952), nuevamente dirigida por Zacarías, se consolidó como un exponente del melodrama musical. Ahí, Lamarque desarrolló once cuadros musicales con su coestrella, Pedro Infante, incluidas cinco canciones de Agustín Irusta y dos tangos de Carlos Gardel. El dúo musical fue exitoso, pero jamás trabajaron juntos en un registro discográfico. Muchas de las melodías llevadas a cabo, como «Mujer» y «Amor de mis amores», poseen letras basadas en el romance y el sufrimiento en analogía a la vida del personaje recreado por la actriz.
En 1953, en el filme Reportaje dirigido por Emilio Fernández, Lamarque cantó a dúo con Pedro Vargas un bolero de Carlos Almarán, «Historia de un amor». Mientras estaba en Buenos Aires, en 1956, Héctor Varela le sugirió a su cantante Rodolfo Lesica que la fuera a ver y le pidiera la pieza, ya que la partitura no se podía conseguir en Buenos Aires. En un acto de generosidad, la actriz le manifestó que no tenía inconveniente, pero que antes de grabarla esperaran a que ella lo hiciera, ya que quería volver a registrarla. Lesica le llevó el bolero a Varela sin advertirle esa indicación, lo ensayaron, registraron inmediatamente y el disco que fue un éxito total. A partir de ese momento, Lezica trató de esquivar a Lamarque, pero en una oportunidad, la encontró en el Plaza Hotel. Lesica trató de escabullirse, pero ella se le cruzó en el camino para decirle: «Te perdono la pillería, porque has hecho de la pieza una verdadera creación». Recién en 1973, en México, Lamarque volvió a grabar el tema «Historia de un amor» con la orquesta de Pocho Pérez conjuntamente con Pedro Vargas.

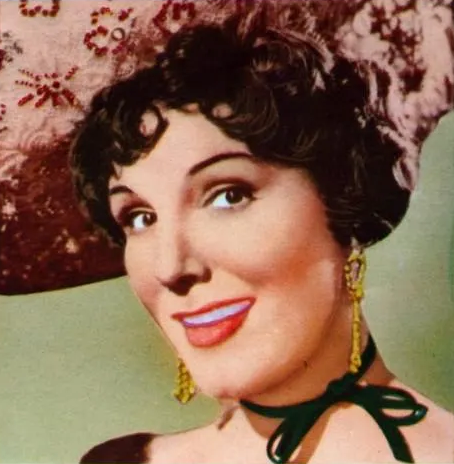
Libertad Lamarque alrededor de 1955.

Fue nominada en la categoría de «mejor actuación femenina» en los premios Ariel de Plata por las películas Otra primavera, La loca y Cuando me vaya en 1951, 1953 y 1955 respectivamente. Apareció en Cuando me vaya (1953) recreando la vida de María Grever, de quien incluso debía interpretar sus temas musicales, posteriormente grabados en un disco. Nora Mazziotti sostuvo que el rápido éxito que tuvo Lamarque en un país que le era ajeno como México se debió a su «ternura casi maternal para ejercer roles de madre». En 1955, interpretó a una directora de orquesta y compartió cartel nuevamente con Pedro Infante en Escuela de música, donde interpretó melodías como «Lamento Jarocho» de Agustín Lara. Otras de sus actuaciones ocurrieron en Huellas del pasado, Otra primavera y La mujer X. Lamarque se desafió a sí misma cuando aceptó encarar roles de comedia en Mis padres se divorcian (1957) y La cigüeña dijo sí (1958), donde compartió cartel con Arturo de Córdova, su galán en el cine por excelencia y uno de los preferidos por el público. Por expreso pedido del fray José Mojica, Lamarque interpretó a su madre en Yo, pecador (1959), basado en su libro autobiográfico. La actriz no estaba segura de llevar adelante el personaje debido al escaso parecido, pero Mojica se encargó de convencerla para que lo hiciera. El filme permaneció nueve meses en las salas cinematográficas de la Ciudad de México y el crítico Gustavo García en una reseña señaló que «Yo, pecador es la película más representativa no tanto de un género como de una época y una manera de hacer cine, apoyado por los prestigios del cine musical más decoroso y del religioso». Cuando me vaya y Yo, pecador instauraron una moda en el cine mexicano de aprovechar la muerte o la biografía de una persona más o menos reciente para recrear su respectiva semblanza en cine. Una de sus últimas películas, Rosas blancas para mi hermana negra (1969), intercaló el tema racial con el entonces novedoso trasplante de corazón y fue exhibida en mercados de audiencia exigentes como la Unión Soviética.
En 1960, Lamarque retornó brevemente a Argentina para filmar Creo en ti, una coproducción argentino-mexicana con Jorge Mistral que significó otro fracaso comercial. El personaje de Lamarque era el de una joven rica que se casaba con un hombre que la defraudaba económica y sentimentalmente. Manrupe y Portela manifestaron que fue un «melodrama ingenuo con Lamarque haciendo de joven y sobre la cual se abaten todos los males conocidos». Ese mismo año, Alfonso Corona Blake la contrató para rodar El pecado de una madre junto a Dolores del Río, que estuvo a punto de abandonar la filmación porque compartía el mismo ángulo de cara bueno que Lamarque, lo que motivó llegar a un acuerdo entre ambas protagonistas. Al año siguiente, protagonizó su única película española, Bello recuerdo, también conocida como Así era mi madre, junto a la joven estrella Joselito y Sara García. Lamarque, que en esa ocasión fue dirigida por Antonio del Amo, señaló acerca del rodaje que «en verdad es un bello recuerdo».

### 1967-1984:Hello, Dolly!, telenovelas y últimos trabajos en cine
De regreso en Argentina, a fines de los años de 1960 intervino con mayor frecuencia en el programa de televisión Sábados Circulares de Nicolás Mancera. Lamarque adquirió una renovada popularidad en Buenos Aires con el estreno de la comedia musical Hello, Dolly!, una adaptación de la obra La casamentera de Thornton Wilder. Fue representada en el Teatro Odeón en 1967 durante seis temporadas y dirigida por Daniel Tinayre, que decidió llevar la producción por el resto de América y España. Lamarque sufrió una fractura de metatarso durante la representación, pero aún así continuó trabajando. El productor Alejandro Romay decidió convocarla también para protagonizar el espectáculo Aplausos en 1972 durante una temporada en el Teatro Cómico, aunque recibió un éxito modesto.

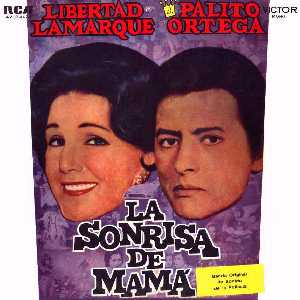
Afiche publicitario de La sonrisa de mamá (1972), donde aparecen los rostros de Lamarque y Palito Ortega.

Con el transcurso de los años debió adecuarse a roles más acordes a su edad y siempre afirmó que no le molestaba el paso del tiempo, incluso, continuó recibiendo papeles importantes en cine y televisión que la llevaron a manifestar en una ocasión: «Además, yo nunca dejé de ser la estrella de la película». En un reportaje brindado a la revista Siempre de abril de 1970, Luis Buñuel —analizando sus años previos como cineasta— confesó que Lamarque fue la «mejor intérprete que dirigió en el cine mexicano» y la calificó como una «verdadera profesional». A partir de la década de 1970, comenzó a incursionar activamente en el género de la telenovela. En 1972, protagonizó en Venezuela Esmeralda y, posteriormente en el mismo país, Mamá, que tuvo una alta aceptación pública. Sin embargo, su mayor éxito televisivo fue Soledad, una telenovela producida en 1981 por la cadena mexicana Televisa donde Lamarque compuso a una ama de llaves que, después de cuidar a tres hijos ajenos, era despreciada por ellos cuando decidía casarse con su respectivo padre. Lamarque viajó alternadamente once veces entre Buenos Aires y México durante la filmación del ciclo. En ese sentido, señaló en una oportunidad que «el ritmo de la televisión es todo un desafío a mi edad, pero lo acepto porque me siento con energías, y me alegra que no haya ningún capítulo de la tira donde yo no esté». En 1981, la telenovela se transmitió también en Argentina por Canal 11. El productor Goar Mestre le propuso producir otra telenovela en Argentina titulada Amada, que se estrenó en octubre de 1983 con guiones de Celia Alcántara sobre la base de algunas propuestas de Lamarque. Actuaron también Ariel Keller, Diego Varzi, Ivonne Fournery, Patricia Palmer y Silvia Kutika. Un accidente en una escalera durante el rodaje de Amada la mantuvo alejada de la televisión durante 1984.
En 1972 y 1978, Lamarque realizó sus últimas dos apariciones cinematográficas argentinas en La sonrisa de mamá con Palito Ortega y La mamá de la novia con Mercedes Carreras, ambas dirigidas por Enrique Carreras. En la primera, una comedia de tono familiar, Lamarque estrenó la melodía «Se parece a mi mamá» en compañía de Ortega, cuya interpretación en el Día de la Madre se volvió ampliamente popular desde entonces. También rindió homenaje a Azucena Maizani —fallecida en 1970— durante una de las escenas cuando, vestida de gaucho, apareció cantando «La canción de Buenos Aires» frente a un retrato de ella. Daniel López señaló luego de su actuación de 1978 en una reseña de La Opinión: «¡Qué decir de Libertad Lamarque, siempre tan tierna y humana!: tanto cuando canta "Rosario de Santa Fe" con el Monumento a la Bandera de fondo, como cuando se desgarra, sufriente y dolida en un mar de lágrimas, que sobrepasa el límite de lo sublime». En 1976, Lamarque conmemoró sus bodas de oro con el sello discográfico RCA Víctor, con el que había trabajado desde el 8 de septiembre de 1926 de manera ininterrumpida; se lanzó un disco conmemorativo, «Bodas de oro 1926-1976», y se realizó una celebración por parte de la compañía.

### 1985-1998: Reconocimientos
Hacia el final de su carrera, Lamarque fue objeto de múltiples reconocimientos por su vasta trayectoria. En 1978, recibió una condecoración del presidente venezolano Carlos Andrés Pérez y en 1980, de nuevo en México, compartió el premio de la Asociación de Críticos de Nueva York con la actriz María Félix. Ese año, el Museo del Cine le entregó la Cámara Pathé sucesivamente con Tita Merello, Delia Garcés, Niní Marshall y Mecha Ortiz «en reconocimiento a las primeras figuras del cine nacional». Con más de setenta años, bailó tango —haciendo lucir sus piernas— con Juan Carlos Copes y Luis Gromas en teatros de Buenos Aires y en el Madison Square Garden de Nueva York, lo que Lamarque calificó a modo de broma como su «destape».

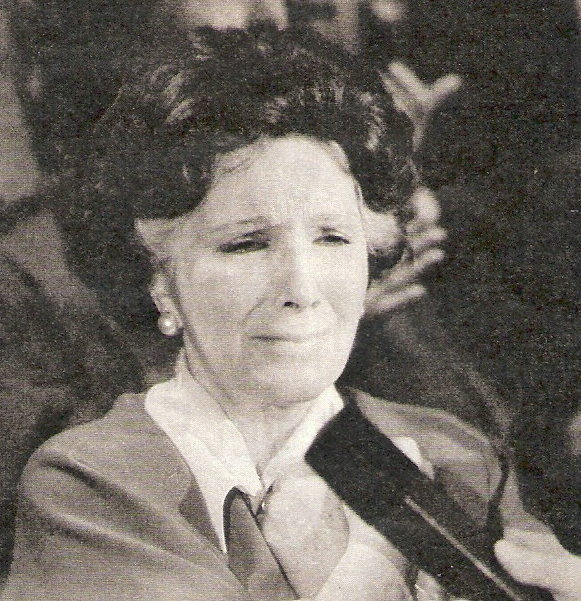
Libertad Lamarque llorando durante el programa Las 24 horas de las Malvinas de 1982, destinado a recaudar fondos para los jóvenes que iban a combatir a la guerra de las Malvinas. En esa ocasión, donó un prendedor de oro.

En 1982, protagonizó la revista musical Libertad Lamarque, ¿es una mujer de suerte? en el Teatro Lola Membrives, con guiones de la propia actriz y la adaptación de Nicolás Carreras, mientras que la dirección musical perteneció a Oscar Cardozo Ocampo. Entre los músicos que formaron su orquesta, se encontraban Osvaldo Berlingeri, Arturo Schneider, Raúl Luzzi y Omar Murtagh. En agosto de 1985, recibió el premio Águila de Buenos Aires en simultaneidad con Raúl Soldi de parte de la Orden de Caballeros de San Martín de Tours y obtuvo el premio Konex de Platino a la mejor cantante de tango. Posteriormente, en 1986, lanzó sus memorias, Libertad Lamarque: autobiografía, con la editorial Vergara —hoy inexistente—, experiencia de la que señaló en una conferencia: «La escribí a mano, porque a máquina no me puedo inspirar... He puesto, incluso, aquellas cosas de las que hubiera preferido no acordarme nunca en la vida, pero quise que no quedaran dudas sobre mi verdad». En 1988, hizo una temporada de teatro por tres meses —enero, febrero y marzo— en el Teatro Ópera de Mar del Plata con un espectáculo musical llamado A todo tango II, bajo la dirección de José Colángelo. Paralelamente, dejó plasmadas las huellas de sus manos en la Vereda de la Fama del Hotel Hermitage.
En 1989, fue homenajeada en el Festival Internacional de Cine de San Sebastián en España, donde se proyectó parte de su obra y conoció a la actriz Bette Davis. También recibió el Caesar Awards otorgado por la Asociación de Teatro Americano a los artistas latinoamericanos en la ciudad de Los Ángeles y se colocó una baldosa con su nombre en la vereda del Latinstar en Miami. En 1990, fue designada «Ciudadana ilustre de la Ciudad de Buenos Aires» y el 15 de noviembre de 1991, pocos días antes de su 83.º cumpleaños, el Concejo Municipal rosarino la distinguió como «Ciudadana ilustre de Rosario».
Lamarque realizó un espectáculo titulado Tangos y Nostalgias, presentado en la inauguración de Expo-Sevilla en 1992, con el que recorrió más de quince ciudades de Latinoamérica. En 1993, viajó a Buenos Aires para recibir el premio Podestá a la trayectoria de manos de la actriz Graciela Borges. El 1 de diciembre de 1995, se le concedió un homenaje en el Teatro Nacional Cervantes donde fue distinguida con el honor de «Personalidad Emérita de la Cultura Argentina» «por su trayectoria artística y su aporte a la cultura nacional». La ceremonia se realizó en conmemoración al octogésimo aniversario del inicio de la carrera artística de Lamarque e invitada por el secretario de Cultura Pacho O'Donnell. Entre los colegas que participaron del homenaje, destacan Alberto Castillo, Niní Marshall, Raúl Lavié, María Marta Serra Lima, Horacio Salgán, Eva Franco, Irma Córdoba y Eduardo Bergara Leumann.
En 1996, estrenó en el Teatro Gran Rex un espectáculo musical, Entre nosotros, donde cantó tangos y boleros a dúo con María Marta Serra Lima, de quien fue íntima amiga, y con la participación especial del mariachi Los Torales. En noviembre de ese año, fue reconocida en la decimosegunda edición del Festival Internacional de Cine de Mar del Plata ante la presencia de 17 000 espectadores. A la edad de 89 años, Lamarque realizó su último registro discográfico en colaboración con Enrique Chía, de la que destaca su interpretación de «El día que me quieras», a lo que le siguió una presentación en el Miami-Dade County Auditorium con la Orquesta Filarmónica de Florida.
El 27 de noviembre de 1998, en su nonagésimo cumpleaños, fue designada como «Asesora ad Honorem» por la Secretaría de Cultura de acuerdo con una resolución firmada por la titular Beatriz Gutiérrez Walker. El homenaje se efectuó en la La Botica del Ángel y fue reconocida por la jerarquía de los aportes realizados en favor del desarrollo y la difusión de la música ciudadana y del arte dramático, además de promover el tango en Argentina y en el exterior. El presidente Carlos Menem se comunicó vía telefónica para expresarle su «orgullo y felicitación». Durante su breve estadía en Argentina, también fue galardonada por el Sindicato de Distribuidores de Diarios y Revistas. Lamarque alternaba su vida entre México, Buenos Aires y Miami —donde estaba radicada desde 1982— y mantenía una vitalidad asombrosa para su edad a la que ella comentaba que «el secreto era borrar los malos recuerdos de la mente y no ser soberbia». Hasta su muerte, practicó regularmente gimnasia, clases de canto, ciclismo, natación y yoga.

### 1998-2000: Últimos años y fallecimiento
En 1998, a la edad de 90 años, interpretó a Piedad Bracho, una anciana alcohólica, en La usurpadora, una telenovela mexicana dirigida por Beatriz Sheridan y protagonizada por Fernando Colunga y Gabriela Spanic que llegó alcanzar más de 45 puntos de audiencia. Fue emitida en varios países como Colombia, Brasil, Croacia, Estados Unidos, Ecuador, Grecia, Argentina, Paraguay, Perú y Chile en repetidas ocasiones. Lamarque se mostró entusiasmada con el éxito de la telenovela y manifestó que «todavía estoy en carrera. No me gusta autoelogiarme, pero lo que me llega del público son cosas muy hermosas. Y mis compañeros me respetan».
Al cumplir noventa años, Lamarque señaló acerca de la muerte: «Jamás pienso en ella; es más, no le tengo temor... Tal vez sea porque, como dije antes, me siento muy bien. A esta altura de mi vida, todas las cosas feas ya las borré de mi mente... Yo nací artista y artista me voy a morir, de eso estoy segura». El 24 de julio de 2000, obtuvo el premio Ariel de Oro Honorífico durante una ceremonia en el Palacio de las Bellas Artes, que significó su último reconocimiento en vida. El 30 de noviembre de 2000, la actriz se encontraba grabando la telenovela infantil Carita de ángel, donde cumplía el papel de la madre superiora Piedad de la Luz, cuando comenzó a sufrir fuertes dolores en su espalda y debió ser internada de urgencia en el Hospital Santa Elena de Ciudad de México. Falleció a las 5 UTC-8 del 12 de diciembre de 2000 a la edad de 92 años a causa de una neumonía. El diario Clarín, en alusión a su larga vida y la particular proyección internacional que tuvo su carrera, tituló su obituario como «el final de un sueño». La actriz y presentadora de televisión Mirtha Legrand dijo al día siguiente que «Libertad Lamarque fue la gran estrella que tuvo América».
Sus restos fueron incinerados en el panteón español y arrojados al mar en la Bahía Vizcaína frente a su vivienda de Miami, de acuerdo a su última petición. Su hija señaló en esa oportunidad que «a ella no le gustaba estar encerrada. Como su nombre bien lo dice, la libertad siempre fue muy importante para mi madre. Cumpliremos su voluntad. Ella decía que después de algunos años de que alguien fallece nadie lo visita en el panteón. En cambio, al mar toda la gente acude». Fue reemplazada por la actriz Silvia Pinal en Carita de ángel, donde llegó a grabar 250 episodios, y el 130.º capítulo fue dedicado a su memoria.

## Vida personal

### José María Romero
Lamarque comenzó a salir en 1925 con José María Romero, un apuntador de Blanca Podestá en el Teatro Smart, con quien se casó el 30 de diciembre de 1926 a pesar de la oposición familiar. Para ese entonces, ella tenía 18 años y él, 31. Ambos se habían conocido al pasar en una de las giras que la actriz había hecho por el sur del país cuando contaba con 14 años. Luego, volvieron a coincidir en el cabaret Tabarís, tras lo cual se casaron y tuvieron una hija, Libertad Mirtha (15 de noviembre de 1927-19 de octubre de 2014), apodada «Ñatita» o «Tita», que a lo largo de su vida incursionaría como cantante en dos oportunidades. Romero era alcohólico y ludópata, y mantuvo episodios de violencia para con Lamarque desde el comienzo de su matrimonio, e incluso la obligó a rechazar oportunidades laborales para filmar y actuar en el Teatro Maipo a comienzos de los años de 1930.
Se separaron finalmente en 1935 luego de que la actriz, inmersa en una crisis personal y afectiva, intentara suicidarse arrojándose por la ventana del balcón de un hotel chileno durante una gira teatral. Su cuerpo cayó sobre un toldo y luego, sobre un médico que caminaba por la vereda. Lamarque permaneció una noche detenida en una comisaría y corrió riesgo de ir a la cárcel dado que atentar contra la vida propia era un delito con pena de castigo según las leyes chilenas. Tras el escándalo, la actriz pasó una breve temporada en Apoquindo para descansar su mente y Romero se llevó consigo a la hija de ambos a Montevideo. Lamarque regresó de una gira por Lima y, asesorada por su abogado, Emilio Carreira, buscó engañar a su esposo para que le devolviera a su hija y evitar de ese modo un proceso judicial que podía durar hasta diez años.
Ante la negativa de Romero, la actriz logró recuperarla tiempo después luego de un mega operativo de rapto ideado por su abogado. Inicialmente, viajó a Montevideo con su representante, un chofer, su hermano Pedro, el abogado Carreira, Héctor Artola y Alfredo Malerba como cómplices del procedimiento. Todos se dirigieron en automóvil hasta la escuela de la niña, donde Lamarque la retiró y se la llevó consigo rápidamente, tras lo cual se dirigieron inmediatamente a un avión con destino a Buenos Aires. Con su hija a su lado, Lamarque presentó formalmente la demanda de separación legal en Argentina y de divorcio en Montevideo bajo el temor permanente de que su hija volviera a ser secuestrada o de que se descubriera su incipiente relación con Malerba, lo que podía arrebatarle la tenencia de la pequeña. Se inició un largo procedimiento legal que concluyó el 4 de julio de 1936, período durante el cual Romero intentó chantajearla —fue desbaratado y Lamarque declinó de enviarlo a la cárcel— y la actriz se vio impedida de formalizar su vínculo con Malerba. Romero falleció en 1945 y a pesar de los daños ocasionados, Lamarque confesó en su autobiografía que fue ella quien se hizo cargo de los gastos de su funeral. Se refirió posteriormente a ese matrimonio como un «error de juventud» y un «infierno».

### Alfredo Malerba

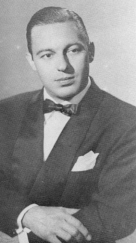
Alfredo Malerba, su segundo esposo.

Tres meses después de la muerte de Romero, Lamarque anunció su boda con el músico Alfredo Malerba, que se celebró el 24 de diciembre de 1945, y ambos partieron con destino a Cuba el 2 de enero de 1946. Apenas un año menor que Lamarque, Malerba la había acompañado durante años en sus giras como parte del trío musical con Antonio Rodio y Héctor María Artola. En 1938, la acompañó en conjunto con Mario Maurano y de ese modo continuó hasta 1945, cuando ya solo fue secundada por la orquesta de Malerba. Al poco tiempo, se radicaron definitivamente en México y la actriz se refirió a él como «el hombre de mi vida» y la persona que respaldó su carrera a lo largo de más de cuarenta años.
El matrimonio nunca tuvo hijos y se disolvió a fines de los años de 1980 luego de que Malerba manifestara su deseo de retirarse de la vida artística. Lamarque lo ingresó posteriormente en un asilo de ancianos y falleció el 9 de enero de 1994 a los 84 años tras una larga enfermedad. Hacia el final de su vida, Lamarque manifestó públicamente su arrepentimiento por haber formado esas relaciones y su deseo de haberse «mantenido soltera».

### Familia y patrimonio
Lamarque tuvo una hija, seis nietos —sobrevivió a uno de ellos— y doce bisnietos. Su hija, Libertad Mirtha Romero —ama de casa y profesora de francés e inglés— contrajo matrimonio con el médico otorrinolaringólogo Rubén Leonardo Deluca (1929-2013) el 28 de octubre de 1954, de cuya unión nacieron Leonardo Alfredo Gaudencio Deluca el 17 de julio de 1955, Claudia Victoria Deluca el 21 de octubre de 1956, Alexandra Libertad Deluca el 10 de octubre de 1957, Hernan Rubén Deluca el día 25 de noviembre de 1959, María Fabiana Mirtha Deluca el 7 de marzo de 1961 y Fernanda Gabriela Deluca el 15 de julio de 1965. Su nieto Leonardo Deluca falleció a los 19 años el 7 de abril de 1974 en un accidente automovilístico y una de sus nietas, Alexandra Deluca, está casada con Litto Nebbia, uno de los mayores exponentes del rock argentino.
Su media hermana Amelia (1888-1968) intervino en nueve películas argentinas entre 1938 y 1951, y contrajo matrimonio con el poeta y escritor Serviliano Molina, creador del poema gauchesco Santos Vega. La hija de ambos, Morenita Rey (1928-1966), fue una actriz y cantante de tango y bolero, reconocida particularmente en Venezuela en los años de 1950. Su éxito creciente quedó truncado con su prematura muerte a causa de un accidente cerebrovascular. Su hermano Pedro también intervino brevemente como actor para acompañar a su hermana en sus comienzos.
Además de los derechos de propiedad sobre sus películas y registros discográficos, Lamarque poseía obras de arte, alhajas y varias propiedades, entre ellas una casa en la avenida Directorio del barrio porteño de Flores y una quinta en Ranelagh, Berazategui, que adquirió porque a su padre le agradaba mucho el campo. Tres años después de comprar esta última, adquirió una casa de departamentos en la calle Uriarte y en 1942, hizo construir otra similar en la esquina de Oro y Seguí en el barrio porteño de Palermo. Posteriormente, compró dos casas más, una de ellas sobre avenida del Libertador en el mismo barrio, que se volvió su residencia cuando visitaba Buenos Aires. También poseía una propiedad en Coral Gables, Miami —su domicilio oficial, donde residió desde 1982 hasta su muerte— y otra en Ciudad de México, que utilizaba en épocas de trabajo. Muchas de sus propiedades fueron utilizadas como renta por Lamarque y su hermana Aurora oficiaba de administradora de todos esos bienes.

## Filmografía
Durante sus 76 años de carrera profesional, Lamarque apareció en 65 películas —43 en México (más tres participaciones especiales en documentales), 21 en Argentina y una en España— y seis telenovelas. Intervino en una multiplicidad de géneros como el musical, el melodrama y la comedia. Su filmografía está comprendida entre 1930 y 1978, período en el que desarrolló la mayor parte de su carrera en cine y teatro. Protagonizó Ayúdame a vivir, Besos Brujos y La ley que olvidaron, melodramas combinados con canciones interpretadas por la actriz —en uno de ellos, Ayúdame a vivir, también fue argumentista— que le dieron reconocimiento en toda América Latina. Fue contratada por Argentina Sono Film, donde la dirigieron entre otros Luis César Amadori, Luis Saslavsky, Alberto de Zavalía, Mario Soffici y Carlos Borcosque. De este período, destacan particularmente La casa del recuerdo y Puerta cerrada. Su contrato con los Estudios San Miguel significó su paso a la comedia, sobre todo en los filmes Eclipse de sol y Romance musical, que estuvo acompañado por un cambio en su aspecto exterior, apareciendo rubia por primera vez. En México, filmó al lado de los más importantes actores y directores, y tras la caída del peronismo, regresó a la Argentina para rodar Creo en ti, que no tuvo repercusión. Sus últimas películas argentinas fueron La sonrisa de mamá y La mamá de la novia, dirigidas ambas por Enrique Carreras, en 1972 y 1978 respectivamente.
Películas principales
- ¡Tango! (1933)
- Ayúdame a vivir (1936)
- Besos brujos (1937)
- La ley que olvidaron (1938)
- Madreselva (1938)
- Puerta cerrada (1939)
- La casa del recuerdo (1940)
- Cita en la frontera (1940)
- En el viejo Buenos Aires (1941)
- Eclipse de sol (1943)
- La cabalgata del circo (1945)
- Romance musical (1947)
- Otra primavera (1949)
- La loca (1951)
- Ansiedad (1952)
- Cuando me vaya (1953)
- Música de siempre (1958)
- Yo, pecador (1959)
- Bello recuerdo (1961)
- La sonrisa de mamá (1972)
- La mamá de la novia (1978)

### Técnica y análisis de actuación

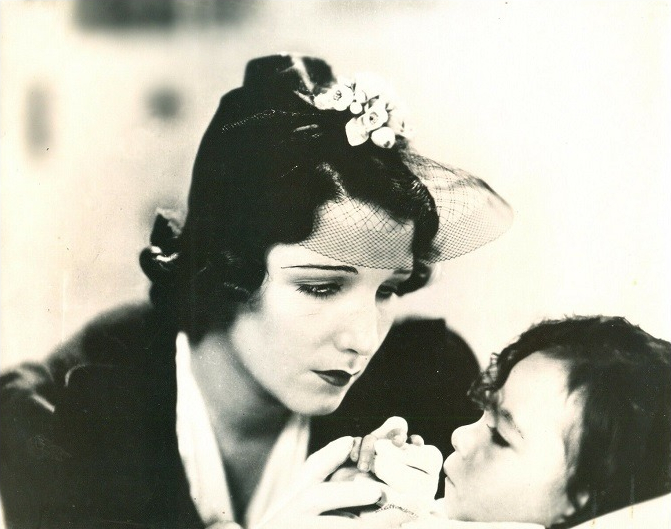
Libertad Lamarque en La ley que olvidaron (1938).

Lamarque no era una actriz instintiva, dado que prefería estudiar los textos y le escapaba a la improvisación. Le gustaba preparar los guiones y el personaje cuidadosamente de antemano, asegurándose de que los conocía por completo, luego los ensayaba tanto como fuera posible y filmaba múltiples tomas de una misma escena. Su auténtica pasión por la industria hizo que se comprometiera fuertemente con cada rol y adquiriera conocimientos a menudo de otras áreas, como iluminación, fotografía y maquillaje. Su técnica para memorizar consistía en leer por primera vez los diálogos o poesías, luego pronunciar correctamente las palabras y recurrir a un diccionario para comprender el significado de aquellos términos que desconocía. Sin dejar de leer, entraba en situación, es decir, representaba el acto de manera solitaria. Repetía incesantemente una escena hasta quedar conforme con su interpretación; aún cuando quedaba satisfecha, solía hacer una actuación distinta con el mismo diálogo solo para probar otra alternativa. Hacía mucho hincapié en lograr naturalidad y emoción en su actuación, de modo que trabajaba arduamente hasta lograr esa sensación. En ese sentido, Eduardo de la Vega Alfaro señaló que Lamarque, al igual que sucedió con Sabina Olmos y Tita Merello, terminó adoptando del tango su «sentimentalidad exacerbada y su patetismo aleccionador casi sin canciones ilustrativas». Lamarque asistía siempre acompañada al rodaje o a los ensayos, al comienzo por su padre o su hermano, luego por su marido y finalmente, por su asistente y amiga cubana Irene López Luque. Era bien conocida por ser exigente consigo misma y para con sus compañeros de elenco, de hecho, solía juzgar el trabajo y la apariencia de ellos con notoria regularidad.
Encontró un lugar propio interpretando papeles de mujeres que mostraban una faceta ingenua y recreando a personajes con vidas sufridas, todo lo cual guardaba correlación con su vida sentimental de los años de 1930, aunque más tarde, tuvieron éxito sus roles de madre abnegada y compasiva. Esos personajes tendían a ser humillados en alguna forma y revelaban tener una debilidad oculta. Su asombrosa vitalidad y espíritu de trabajo, aún en momentos de dolencias físicas, fueron a menudo citados en libros, reportajes y hasta por sus compañeros de trabajo, y ella misma señaló en una entrevista a los 91 años que las vacaciones la agotaban y, a la inversa, el trabajo la mantenía en movimiento: «Nací para ser artista y no quedarme en la casa. No sólo por el público. Por mí también, porque me pongo muy triste si no trabajo».

## Discografía, estilo e influencias

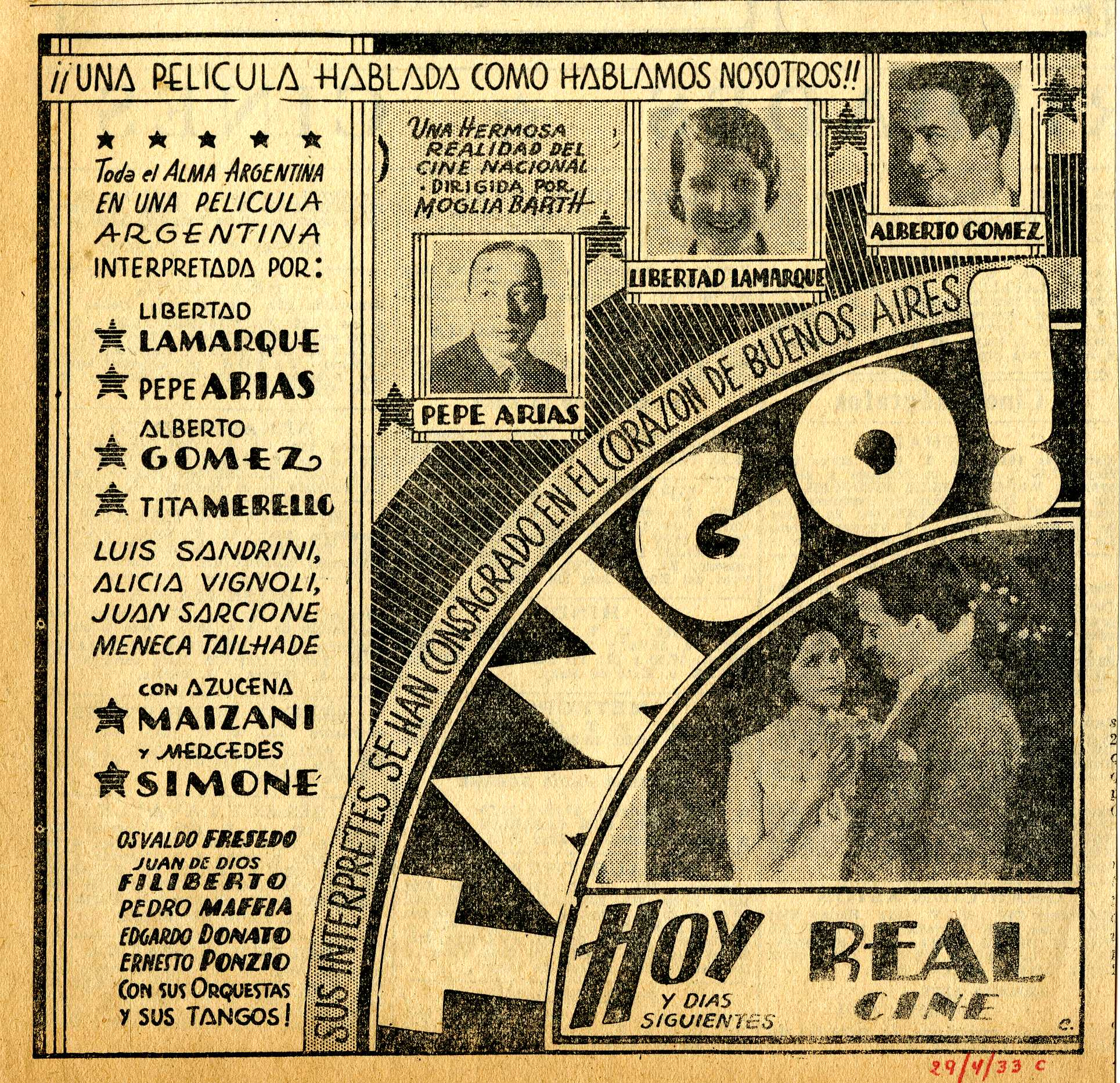
El cine sonoro le permitió, al igual que la radio y el teatro, desarrollar su faceta de cantante en sus comienzos. Aquí, un afiche de ¡Tango! (1933), su primera película parlante.

Un repaso por la filmografía de Lamarque sugiere que esencialmente fue una actriz que incursionó en el canto, más específicamente en el género del tango. Sus comienzos musicales se sucedieron en teatro y en radio, como así también en registros discográficos precarios, dado que no existían aún la amplificación eléctrica ni los recitales. En la década de 1930, se consolidó su figura como cantante profesional de tango y, si bien era esencialmente una actriz, cantaba también en los fines de fiesta de las funciones teatrales y en sus películas. Lamarque era una soprano ligera de agudos sostenidos con un rango vocal aproximado desde media C (C4) a una alta A (A5) y perteneció a un grupo de cancionistas que surgieron en la década de 1920, y maduraron profesionalmente en la de 1930, dando origen a la modalidad vocal femenina en el tango, entre las que destacan Azucena Maizani —que ejerció una notoria influencia en Lamarque—, Mercedes Simone, Ada Falcón, Rosita Quiroga, Tita Merello y Tania, la mayoría de las cuales culminaron sus carreras en los años de 1930. Al comienzo de su trayectoria, Lamarque solo había oído cantar a Enrico Caruso, Alfredo Gobbi y Adelina Patti en un fonógrafo a cuerda que era de su abuela y había aprendido sus primeros tangos imitando a un grupo de muchachos que concurría todas las noches frente a la puerta de su casa, entre los que recordaba «El zorro gris», «El huérfano», «Rosa de fuego», «Una más», «La violetera», «Maldito tango», «El tango fatal», «Milonguita» y «Mis harapos». Cuando escuchó cantar por primera vez a Azucena Maizani, sintió según sus propias palabras un «deslumbramiento» y luego señaló que «ya no pude apartarla de mi mente y repetía todo el día lo que había podido captar de sus tangos». Nadie de su familia cantaba profesionalmente, pero la música era compañera habitual en el hogar; su madre entonaba coplas, canciones gallegas, pasodobles y habaneras. A lo largo de sus más de 400 registros discográficos —241 en Argentina— que plasmó con su única compañía, RCA Víctor, con la que trabajó durante más de setenta años, Lamarque intercaló géneros como el bolero, la milonga, la ranchera, la rumba, el tango, el fox, la jota, el pasodoble, el vals y la zamba. Sus múltiples registros discográficos, como así también su filmografía total, constituyen una cifra no alcanzada por ninguna otra cancionista o actriz argentina.
Su primer registro discográfico se grabó con RCA Victor cuando contaba con 18 años el 2 de septiembre de 1926 y contuvo la tonada «Chilenito» y el estilo «Gaucho sol». Lamarque permaneció trabajando con esta compañía por setenta años hasta 1997 cuando produjo su última grabación en compañía de Enrique Chía. El historiador Oscar del Priore señaló que si bien los primeros tangos interpretados por Lamarque fueron de tipo festivo, pronto halló un lugar propio en el tango melodramático y sentimental. De acuerdo a su publicación, su «voz formidable, afinación, estilo y repertorio, le sirvieron para lograr una merecida notoriedad. Es considerada por muchos la máxima intérprete femenina del tango». La mayoría de los tangos que Lamarque grabó en sus comienzos no son rememorados, lo que indica que no encontró un lugar en el movimiento de tendencia de esos años integrado por José María Contursi, Celedonio Flores, José González Castillo y Manuel Romero, autores que no volvieron a aparecer en sus registros hasta fines de los años de 1930. Su primera interpretación cantando fue «Tanita de la proa», vestida de marinero junto a la actriz cómica Olinda Bozán —con la que formó un trío vocal con Antonia Volpe en una obra de teatro, acompañadas por Rafael Iriarte con su guitarra— y el director se sorprendió tanto al escucharla que le propuso aparecer en un fin de fiesta cantando el tango «Mocosita», que a la semana fue reemplazado por «Tatuaje» y luego por «Pato», «La cumparsita», «Langosta» y «El ciruja». Distinguida por su voz afinada y su musicalidad, Pedro Ochoa escribió que «de las voces de su tiempo, esas voces de mujer de registro agudo y sin resonancias en la parte grave del espectro sonoro, la mejor. (Con los años su voz se hará más redonda, más pareja, más completa)».
Desde 1926 hasta 1937, fue secundada por un trío de guitarristas integrado por Cerdá, Nicolás Ferrari y Gregorio Rivero. A mediados de los años 1930, cantaba acompañada por un trío conformado por quien luego sería su marido, Alfredo Malerba, el bandoneonista Héctor María Artola y el violinista Antonio Rodio. En 1938, tuvo el acompañamiento especial de las orquestas de Malerba y Mario Maurano, con las que permaneció hasta 1945 cuando volvió a cantar solamente con la orquesta de su esposo. A lo largo de su vida, también se presentó junto a los músicos Héctor Stamponi (1948-1950), Miguel Buchino (1956), Juan D'Arienzo —en dos temas—, Lucio Milena (1967, 1971 y 1972) y Tito Ribero. Entre los temas musicales más notables de su repertorio, destacan «Besos brujos», «Cita en la frontera», «Tristezas de la calle Corrientes», «Uno», «Volver» y «Malena». En México, donde lograron identificarse 183 grabaciones, se presentó junto a músicos como Mario Ruiz Armengol, Miguel Esperón, Pocho Pérez, el Mariachi Vargas de Tecalitlán, Chucho Zarzosa, Raúl Lavista y Chucho Ferrer, además de encabezar dúos con Pedro Vargas, Miguel Aceves Mejía y en 1966 con su hija Mirtha, que relegó sus condiciones como cantante para dedicarse a su familia. Adicionalmente, grabó dos temas en España a dúo con Joselito, «Jilgueros» y «Quiéreme mucho», y cuatro temas en Cuba.

## Legado, tributos y personalidad

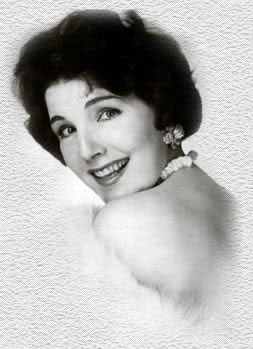
Libertad Lamarque en los años de 1960, retratada por Annemarie Heinrich.

Lamarque es considerada la actriz argentina con mayor proyección internacionaly a menudo es citada como una figura cultural importante en América Latina. Sus actuaciones de mujeres que se desenvuelven en ambientes poco favorables le valieron el calificativo de «La reina del melodrama» y sus múltiples presentaciones musicales a lo largo de Sudamérica con vestuarios típicos del país que visitaba el apelativo de «La novia de América», similar al que recibió Mary Pickford. Sus cerca de 400 registros discográficos constituyen una cifra no superada por ninguna cantante argentina hasta la actualidad. Lamarque, junto a Tita Merello, Azucena Maizani, Rosita Quiroga, Tania, Ada Falcón y Mercedes Simone, constituyeron una categoría de cancionistas que en la década de 1920 y 1930 introdujeron la modalidad vocal femenina en el rubro del tango tras un período de cantantes de la Guardia Vieja que no tuvieron demasiada difusión y se dedicaron al tango «gauchesco», como Lola Membrives, Flora Gobbi y Linda Thelma.

«Pequeña de estatura, aunque de físico robusto y figura atrayente, delicada sonrisa y expresividad en la mirada.Timbre de voz agudo, incluso para su registro de soprano, quizás no apropiado para el tango, supera esa aparente dificultad con un enorme caudal de su voz, el fuerte temperamento que le imprimía y una emotividad permanente sumado a una perfecta afinación para decir la letra y acompañar la melodía».
Néstor Pinsón, 2000. 

En cuanto a su legado cinematográfico, el historiador Domingo Di Núbila sostuvo que las primeras películas de Lamarque con José A. Ferreyra fundaron la «ópera tanguera», modelo que definió como «forma particular de folletín donde cada momento de exaltación emocional y temperamental es acentuado por un tango». La costumbre de interrumpir las escenas con tangos interpretados por Lamarque se volvió una marca clásica en sus producciones. Por su parte, Oscar del Priore manifestó que sus películas «se vieron en todas las pantallas de habla hispana y su carrera fue deslumbrante y exitosa», además de destacar su «voz formidable, estilo, afinación y repertorio».
El crítico Ernesto Schoo señaló que «nunca será olvidada, como intérprete magnífica del tango, como actriz versátil, como ejemplo de tesón, de conducta inalterablemente recta y de fidelidad a un destino». Su colega Eladia Blázquez reconoció que era «fuera de serie» y que «nació para trascender y no irse nunca». Su supuesto enfrentamiento con Eva Duarte se convirtió en una leyenda popular que, a pesar de la desmentida en su autobiografía, forma parte del folclore nacional; el episodio adquirió tal grado de notoriedad que es citado en documentales y representaciones acerca de la vida de la Primera Dama. En 2020, por ejemplo, la temática derivó en una obra de teatro; la actriz María Merlino interpretó a una costurera que se debatía entre hacerle un vestido a Lamarque y Eva Duarte en Nada del amor me produce envidia, estrenada en el Teatro del Picadero.
Una calle en Zamora de Hidalgo y tres pasajes en Tijuana y Durango fueron designados con su nombre. A su vez, una esquina en la intersección de la calle Libertad y avenida Corrientes de la ciudad de Buenos Aires fue bautizada «Libertad Lamarque», donde varias placas de bronce la recuerdan. Su nombre le fue asignado también a una plaza de la Costanera sur y a tres calles de Argentina, una en Rosario, otra en Perico, Jujuy y la última en Viedma, Río Negro.
Recibió múltiples reconocimientos a lo largo de su vida y de manera póstuma. En 1996, por iniciativa de Ben Molar, se colocó una placa con su nombre en la avenida Corrientes al 1200. La actriz y cantante Cecilia Milone rindió homenaje a Lamarque en algunos de sus espectáculos como Besos Brujos, entre tangos y boleros (1999-2000) y Morocha y pasional (2007). Milone definió a la actriz como una importante referente del tango y expresó: «Creo que cuando el humor está dado por alguien que ama al género tiene lo que puede tener una imitación, por ejemplo, de Libertad Lamarque: está hecha con tanta admiración que aunque le pongas un toque de humor termina siendo un homenaje». El 24 de noviembre de 2008, en conmemoración al centenario de su nacimiento, se realizaron varios homenajes en el Centro Cultural San Martín, mientras que el Museo del Cine Pablo Ducrós Hicken realizó un recordatorio en el Colegio Público de Abogados, donde proyectó varios musicales y filmes protagonizados por Lamarque. El Complejo Teatral de Buenos Aires y la Fundación Cinemateca Argentina, al igual que el Complejo Tita Merello, emitieron una gran cantidad de sus películas.
Desde 2009 a 2012, la cantante y bailarina Victoriángeles realizó una comedia musical titulada Tributo a Libertad Lamarque, basada en su autobiografía, con escenas de canto, baile, actuación, veinte cambios de vestuario, material de archivo y ballet. El espectáculo estuvo auspiciado por el Gobierno de la ciudad de Buenos Aires y la Academia Nacional del Tango. En febrero de 2011, el espectáculo Homenaje a Libertad Lamarque, producido por Juan Montero en el Teatro Manuel Artime de Miami, obtuvo una distinción durante la entrega de los premios Miami Life Awards. En 2019, Lamarque fue interpretada por la actriz mexicana Sharis Cid en la serie Silvia Pinal, frente a ti, basada en la vida de la actriz mexicana Silvia Pinal y producida por la cadena Televisa.
Si bien Lamarque generó estima, aprecio y comentarios elogiosos tanto del público como de sus compañeros de trabajo —en los años de 1960 llegó a conformarse un club de seguidoras—, sus detractores criticaron su exigencia y su carácter caprichoso al momento de aprobar a algunos integrantes del elenco con menor trayectoria para los cástines. Susana Rinaldi, que fue rechazada por Lamarque para un papel en Hello, Dolly!, señaló en una entrevista que: «Libertad Lamarque era bien jorobada. Yo iba a hacer un papelito en una obra de Daniel Tinayre en la que ella era la protagonista y se plantó: "No", dijo. "Si contratan a esa chica yo no trabajo". Desde ese día le tomé una bronca bárbara». Cuando Lamarque llegó de visita a la Argentina hacia fines de los años de 1980, criticó a Rinaldi por sus dichos de que Rosita Quiroga y ella tenían «voz de gatitas». Sin embargo, en una entrevista de 2005, Rinaldi destacó la influencia que tuvieron en su carrera Mercedes Simone, Tania y la propia Lamarque que, de acuerdo con su testimonio, «hizo por toda América, cincuenta años atrás, lo que yo hago en Europa». Por su parte, el actor mexicano Julio Alemán, durante una prueba para La cigüeña dijo sí, dijo que se sintió humillado por Lamarque cuando —en el afán de darle el visto bueno— se acercó para verlo con mayor detenimiento y comenzó a analizarlo. El actor la obedeció cuando le solicitó que hiciera varios gestos y moviera la cabeza, y luego que abriera la boca para examinarle la dentadura. Su amiga Mirtha Legrand señaló que, «a pesar de que era amorosa, tenía fuerte carácter. Era de tomar decisiones drásticas. No era caprichosa, sí muy inteligente. Y sabía de todo: de iluminación, de maquillaje».